# Politeia

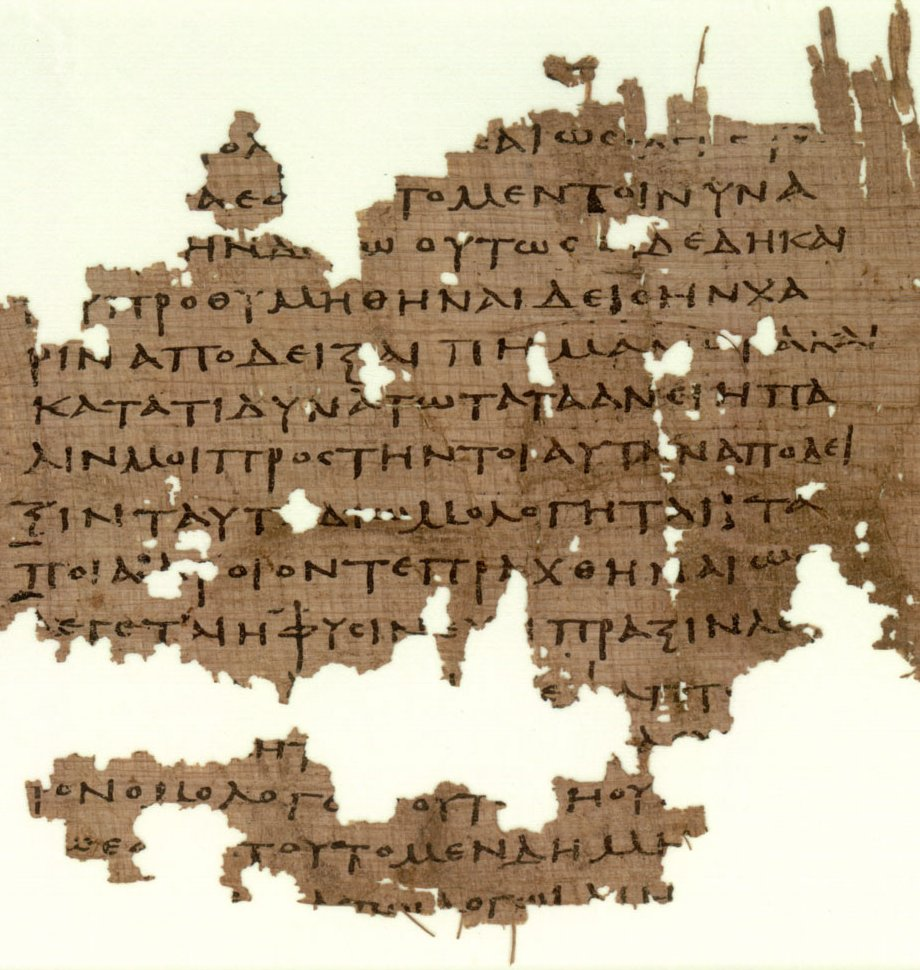
Fragment der Politeia auf einem Papyrus aus dem 3. Jahrhundert. POxy 3679, Ashmolean Museum, Oxford

Die Politeia (altgriechisch Πολιτεία „Der Staat“) ist ein um 375 v. Chr. verfasstes Werk des griechischen Philosophen Platon, in dem über die Gerechtigkeit und ihre mögliche Verwirklichung in einem idealen Staat diskutiert wird. An dem fiktiven, literarisch gestalteten Dialog beteiligen sich sieben Personen, darunter Platons Brüder Glaukon und Adeimantos und der Redner Thrasymachos. Platons Lehrer Sokrates ist die Hauptfigur. Weitere Anwesende hören lediglich zu.
Die Politeia ist die erste abendländische Schrift, die ein ausgearbeitetes Konzept der politischen Philosophie vorstellt. Sie ist ein Grundlagentext der Naturrechtslehre und zählt zu den wirkmächtigsten Werken der gesamten Philosophiegeschichte. Im 20. Jahrhundert wurde intensiv und kontrovers darüber diskutiert, inwieweit sich die modernen Begriffe Totalitarismus, Kommunismus und Feminismus auf Positionen in dem antiken Dialog anwenden lassen. Liberale, sozialistische und marxistische Kritiker haben das Konzept des Idealstaats angegriffen. Die neuere Forschung distanziert sich von diesen weltanschaulich gefärbten, teils polemischen Debatten und Bewertungen. Ferner ist umstritten, ob es sich bei der Politeia um ein rein utopisches Modell oder zumindest ansatzweise um ein politisches Programm handelt.
Der in zehn Bücher gegliederte Dialog besteht aus zwei sehr unterschiedlichen Teilen. Am Anfang (Buch 1) führt Sokrates mit dem Sophisten Thrasymachos aus Chalkedon ein Streitgespräch über die Frage, wie die Gerechtigkeit zu definieren sei. Im Hauptteil (Bücher 2–10) bemühen sich Sokrates, Glaukon und Adeimantos, die Natur der Gerechtigkeit zu bestimmen und ihren Wert zu erfassen. Sokrates meint, Gerechtigkeit sei zwar in der Seele des Menschen zu finden, doch im sozialen Kontext, im Staat, sei sie leichter erkennbar. Daher lenkt er das Gespräch auf die Frage, unter welchen Voraussetzungen im Staat Gerechtigkeit zustande kommt. Nach seinem Verständnis ist ein zusammengesetztes Ganzes dann gerecht, wenn jeder Teil seine naturgemäße Aufgabe erfüllt. Davon ausgehend entwirft Sokrates das Modell eines ständisch geordneten idealen Staates. Dessen Bevölkerung ist in drei Teile gegliedert: den Stand der Bauern und Handwerker, den Stand der Krieger oder Wächter und den Stand der „Philosophenkönige“, die als kleine Elite aus dem Wächterstand hervorgehen und den Staat regieren. Zu den Kernelementen des Konzepts zählen zwei Bestimmungen, die nur für die Wächter und die Herrscher gelten: die Aufhebung des Privateigentums und die Abschaffung der Familie, die als elementare soziale Einheit beseitigt wird. Die herkömmlichen Aufgaben der Familie, insbesondere die gesamte Erziehung der Kinder, übernimmt die Gemeinschaft des Wächterstandes. Ein weiteres markantes Merkmal ist die Zensur: Dichtung, die sich auf die Charakterbildung ungünstig auswirken kann, wird nicht zugelassen.
In Analogie zum dreiteiligen Aufbau des idealen Staates beschreibt Platons Dialogfigur Sokrates die Struktur der Seele, die ebenfalls aus drei Teilen zusammengesetzt sei. In diesem Modell wird die Verschiedenartigkeit der Menschentypen und der zu ihnen passenden Staatsformen auf unterschiedliche Machtverhältnisse zwischen den Seelenteilen zurückgeführt. Die Seele ist diesem Verständnis zufolge unsterblich und kann zur Ideenwelt Zugang finden, einem metaphysischen Bereich, in dem sich die ewigen, unveränderlichen „platonischen Ideen“ befinden. Die Ideenlehre, die Platon hier seinem Lehrer in den Mund legt, bildet einen Kernbestandteil seiner eigenen Philosophie, nicht der des historischen Sokrates. Eine zentrale Rolle spielt darin die Idee des Guten. Aus didaktischem Grund wird diese anspruchsvolle Thematik mit drei Gleichnissen veranschaulicht: dem Sonnengleichnis, dem Liniengleichnis und dem Höhlengleichnis.

## Ort und Zeit
Der Schauplatz des Dialogs ist das Haus des Polemarchos, eines reichen Metöken, in der zu Athen gehörenden Hafenstadt Piräus. Die Zeit der fiktiven Dialoghandlung ist unklar und in der Forschung umstritten, da die chronologisch relevanten Angaben im Text widersprüchlich sind. Jedenfalls fällt die Handlung in die Zeit des Peloponnesischen Krieges, der mit Unterbrechungen von 431 bis 404 v. Chr. dauerte. Es ist von einer Schlacht bei Megara die Rede, an der Glaukon und Adeimantos teilgenommen haben. Im Rahmen einer historisch korrekten Chronologie kann damit nur die Schlacht von 409 v. Chr. gemeint sein, denn zur Zeit früherer Kampfhandlungen am selben Ort, die 424 v. Chr. stattfanden, waren Platons Brüder noch Kinder. Andererseits war aber der alte Kephalos, Vater von Polemarchos und Lysias, einer der Gesprächspartner, 409 v. Chr. bereits seit Jahren tot. Dieser Widerspruch bildet einen nicht auflösbaren Anachronismus. Das ist aber nicht problematisch, denn Platon nahm sich auch sonst gern die Freiheit, in seinen literarischen Werken chronologisch unstimmige Angaben zu machen. Möglicherweise war das erste Buch der Politeia, in dem Kephalos auftritt, ursprünglich ein separates Werk mit dramatischem Datum in den 420er Jahren; dann kann das im restlichen Teil des Dialogs dargestellte Gespräch mit der Erwähnung der Schlacht bei Megara um 408/407 datiert werden.

## Die Gesprächsteilnehmer

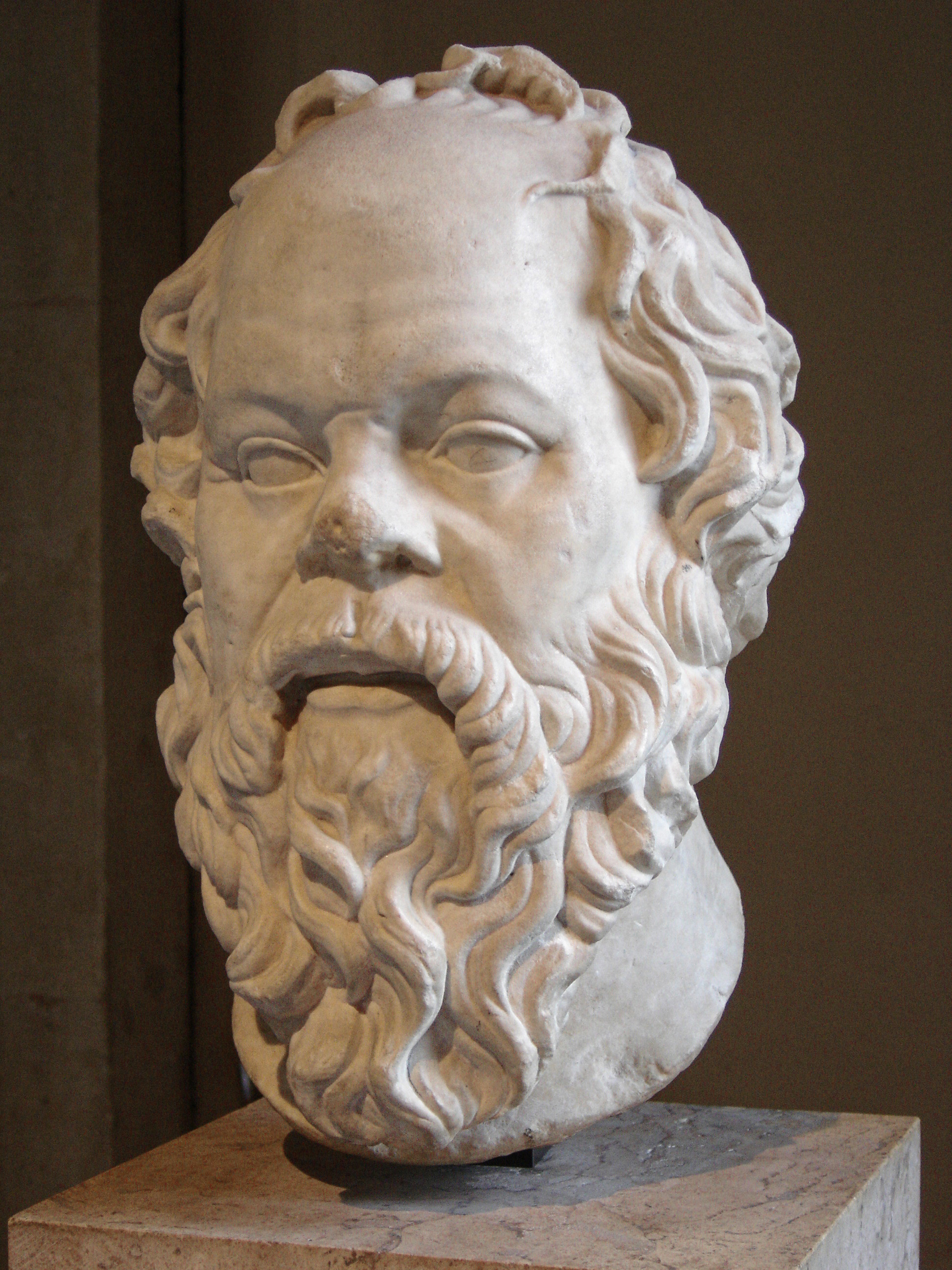
Sokrates (römische Büste, 1. Jahrhundert, Louvre, Paris)

Sokrates ist – wie in den meisten Dialogen Platons, insbesondere seinen frühen und mittleren Dialogen – die stark dominierende Hauptfigur. Er lenkt das Gespräch auf die Thematik, um die es ihm geht, und steuert die wesentlichen Einfälle bei. Zu seinem Gedankengut zählen das Modell des Ständestaats und das Konzept der dreiteiligen Seele ebenso wie die Ideenlehre und die Kritik an der Dichtung. Historisch gesehen handelt es sich bei der Ideenlehre allerdings um einen Hauptbestandteil der platonischen Philosophie, den Platon sicher nicht von seinem Lehrer Sokrates übernommen, sondern selbst entwickelt hat. Dieser Umstand zeigt, dass die Auffassungen, die der Autor seiner Dialogfigur Sokrates in den Mund legt, nicht ohne weiteres mit denen des historischen Sokrates gleichgesetzt werden dürfen.
Zwar sind nicht alle Äußerungen der Dialogfigur Sokrates als Meinungsäußerungen Platons zu verstehen, doch ihre Kerngedanken entsprechen zweifellos seinen Überzeugungen.
Unter den übrigen Beteiligten hat Glaukon quantitativ den größten Anteil an der Diskussion. Seine Beiträge sind auch philosophisch gewichtiger als die der anderen Gesprächspartner des Sokrates. In der Politeia wird Glaukon als liebeserfahren, gebildet, streitlustig und im Auftreten sehr entschieden beschrieben. Er erweist sich im Gespräch als ehrgeizig, optimistisch, geradlinig und erfolgsbewusst. Inwieweit diese Eigenschaften der Dialogfigur dem historischen Glaukon zukamen, ist unbekannt. Dieser war ein Bruder Platons, gehörte also einer vornehmen Familie Athens an.
Eine weniger bedeutende Rolle spielt Adeimantos. Der historische Adeimantos wurde wohl um 432 geboren, er war der ältere der beiden Brüder Platons. Im Dialog wird er als ehrliebend und statusbewusst dargestellt. Er will zwar Ansehen genießen, empfindet aber große Anstrengungen als abschreckend. Die gewichtigen Verpflichtungen eines Bürgers des platonischen Idealstaats würde er auf sich nehmen, sofern sein sozialer Rang unangetastet bliebe. Bei den philosophischen Erörterungen zeigt er sich skeptisch, er ist schwer von seinen Überzeugungen abzubringen, nachdenklich und von ernster Gesinnung. Er denkt pragmatisch und wägt die Vor- und Nachteile von Verhaltensoptionen nüchtern, umsichtig und realistisch ab.
Der Redner Thrasymachos beteiligt sich nur im ersten Buch an der Debatte, später hört er – abgesehen von zwei knappen Einwürfen im fünften Buch – schweigend zu. Er tritt grob auf und diskutiert polemisch. Zwischen ihm und Sokrates entzündet sich eine Kontroverse in gespannter Atmosphäre. Sein konfrontativer Stil prägt einen großen Teil des ersten Buches, während ab dem zweiten Buch Sokrates, Glaukon und Adeimantos konstruktiv und freundschaftlich bei der Wahrheitssuche zusammenwirken. Als reiner Machtmensch ist Thrasymachos zumindest prima facie ethischen Erwägungen nicht zugänglich, für ihn ist der Vorrang selbstsüchtiger Motive eine offenkundige Naturgegebenheit; dabei ist in der Forschung unterschiedlich bewertet worden, ob der platonische Thrasymachos überhaupt eine und wenn ja, welche normative Position vertritt.
Der historische Thrasymachos ist in mehreren Quellen bezeugt. Er stammte aus Chalkedon, einer bedeutenden Hafenstadt in Kleinasien. In Athen, wo er möglicherweise auch als Diplomat für seine Heimatstadt auftrat, machte er sich als Redner und Rhetoriklehrer einen Namen. Er verfasste ein Lehrbuch der Rhetorik. Politisch setzte er sich für die Autonomie der griechischen Städte ein und wandte sich gegen Angriffskriege und imperialistische Bestrebungen.
Der mit Sokrates befreundete Greis Kephalos und sein Sohn Polemarchos, in dessen Haus der Dialog stattfindet, sind in der Politeia Randfiguren, die nur im ersten Buch an der Diskussion teilnehmen. Bei beiden handelt es sich um historische Personen. Der historische Kephalos stammte aus Syrakus und war ein außerordentlich erfolgreicher Geschäftsmann, unter den Familien der in Attika wohnhaften Metöken war seine die reichste. Seinem Sohn wurde der Reichtum zum Verhängnis: Während der Herrschaft der Dreißig, einer Zeit des Terrors, wurde Polemarchos 404 v. Chr. ohne Anklage und Gerichtsverfahren hingerichtet, sein Vermögen wurde konfisziert.
Außerdem greift im ersten Buch der Politeia Kleitophon kurz in die Debatte ein. Wie Thrasymachos tritt er als Widersacher des Sokrates auf. Der historische Kleitophon war ein gemäßigt oligarchischer Politiker. Er wurde von dem Komödiendichter Aristophanes als schlauer Pragmatiker dargestellt.
Alle übrigen genannten Personen, die am Dialog zum Teil nur als stumme Zuhörer teilnehmen, sind ebenfalls historische Personen und werden von Platon mit Angabe ihrer Herkunft angeführt. Ihre Nennung erfolgt gleich zu Beginn der Politeia, in Buch I: „Nikeratos, der Sohn des Nikias“, „Lysias und Euthydemos, die Brüder des Polemarchos“ und „Charmantides de[r] Päanier“. Die Präzision, mit der Platon diese Figuren einführt, veranschaulicht, dass er das historische Geschehen durchaus gezielt als Hintergrund des Dialogs aufbaut. Dies wird vor allem deutlich durch die Tatsache, dass Personen wie etwa Nikeratos, Lysias und Charmantides nicht aktiv am Dialog teilnehmen, weshalb ihre ausführliche Einführung für das Verständnis des Dialogs nicht erforderlich gewesen wäre. Tatsächlich scheint es aber mindestens einen Grund zu geben: Die Mehrheit der genannten Personen kommt 404 v. Chr. unter der tyrannischen Herrschaft der Dreißig gewaltsam zu Tode oder wird, wie etwa Lysias, unter Verlust des Vermögens vertrieben: Polemarchos wird, wie oben bereits erwähnt, 404 v. Chr. hingerichtet und sein Vermögen konfisziert, sein Bruder Lysias muss Athen, ebenfalls unter Verlust seines Vermögens, verlassen. Nikeratos wurde unter fingierter Anklage von den Dreißig grausam hingerichtet. Dieser historische Hintergrund lässt Thrasymachos' Lob des Tyrannen umso makaberer erscheinen; insbesondere muss dies für die zeitgenössische Leserschaft gegolten haben, der diese Fakten, besonders nach Platons präziser Einführung der Personen, leicht zugänglich gewesen sei dürften.

## Inhalt
Unter dem Gesichtspunkt der Gesprächsführung zerfällt das Werk in zwei verschiedenartige Teile: das anfängliche Streitgespräch über die Gerechtigkeit und den Hauptteil, in dem das Modell des Idealstaats dargelegt wird und bestehende Verfassungsformen analysiert werden. Inhaltlich ist die Klammer, die das Ganze zusammenhält, die Untersuchung der Frage, worin die Gerechtigkeit besteht und was sie erstrebenswert macht. Ein Leitmotiv ist die Parallelität zwischen der Gerechtigkeit im Staat und der Gerechtigkeit innerhalb der Seele. Für den als Stadtstaat (Polis) konzipierten Idealstaat wird an einer einzigen Stelle die Bezeichnung „Kallipolis“ („Schönstadt“) verwendet, die als Name historischer antiker Städte bezeugt ist. In der modernen Literatur wird Platons Idealstaat oft so genannt.

### Die Kontroverse um die Gerechtigkeit (Buch I)

#### Das Einleitungsgespräch
Der Dialog wird mit einer Rahmenhandlung eingeleitet: Sokrates tritt als Erzähler auf, er berichtet einem nicht genannten Zuhörer von den Umständen und dem Verlauf des Gesprächs, das am Vortag stattgefunden hat. Mit Glaukon ist er von Athen zum Piräus hinabgestiegen, um an den neu eingeführten Bendideia, dem Fest der thrakischen Jagdgöttin Bendis, teilzunehmen. Danach machten sich die beiden Männer auf den Heimweg, kamen aber nicht weit. Noch im Gebiet des Piräus stießen sie auf eine Gruppe von Festteilnehmern, die sie mit sanfter Gewalt zum Bleiben nötigte. Gemeinsam begab man sich dann ins Haus des Polemarchos, wo sich weitere Bekannte des Sokrates versammelt hatten. In dieser Runde spielte sich das Gespräch ab, dessen Verlauf Sokrates im Folgenden aus dem Gedächtnis wiedergibt.
Sokrates wird von Kephalos, dem alten, schwerreichen Vater des Polemarchos, willkommen geheißen. Die beiden beginnen eine Unterhaltung über Vorzüge und Nachteile des Alters und den Nutzen des Reichtums. Dieser Nutzen besteht für Kephalos darin, dass der Reiche niemandem etwas schuldig bleibt und nicht in Versuchung gerät zu lügen und zu betrügen. Nichts kann ihn dazu verleiten, ein Unrecht zu begehen. Demnach besteht Gerechtigkeit darin, dass man die Wahrheit sagt und fremdes Eigentum respektiert. Dagegen führt Sokrates ein Gegenbeispiel an: Einem Wahnsinnigen die volle Wahrheit zu sagen oder ihm Waffen auszuhändigen, die ihm gehören, kann keine gerechte Handlung sein. Kephalos sieht dies ein.

#### Die Debatte mit Polemarchos
Nun greift Polemarchos in die Diskussion ein. Er denkt ähnlich wie sein Vater. Für ihn bedeutet gerechtes Handeln, dass man jedem gibt, was ihm zusteht. Den Freunden will man nützen, also tut man ihnen nur Gutes. Somit wird man einem Freund nichts geben, was ihm schaden könnte. Der wahnsinnige Freund bekommt die Waffe nicht. Den Feinden aber hat man Schaden zuzufügen, denn ihnen schuldet man Schlechtes.
Dagegen macht Sokrates unter anderem die Möglichkeit einer Fehleinschätzung geltend. Man kann einen guten und gerechten Menschen irrtümlich für einen Feind und Bösewicht halten. Dann fügt man ihm Schaden zu und hält das für gerecht. Objektiv kann es aber nicht gerecht sein, dass ein guter, unschuldiger Mensch bekämpft und geschädigt wird. Eine Alternative wäre, nur den Gerechten zu nützen und nur den Ungerechten zu schaden. Dann fiele aber denen, die mit Schlechten befreundet und mit Guten verfeindet sind, die Aufgabe zu, ihren Freunden zu schaden und ihren Feinden zu nützen. Jedenfalls ergibt sich, dass das Bestehen einer Freundschaft oder Feindschaft nicht das alleinige Kriterium sein kann. Die moralische Qualität muss auf jeden Fall berücksichtigt werden.
Anschließend bringt Sokrates die Überlegung vor, dass man den, dem man Schaden zufüge, schlechter mache. Ein Ungerechter, der schlecht behandelt werde, werde dadurch noch ungerechter; man bestärke ihn in der Ungerechtigkeit. Das könne man aber als Gerechter nicht tun, denn wenn es eine gerechte Handlungsweise wäre, würde die Gerechtigkeit ihren konträren Gegensatz fördern. Das sei so unlogisch wie die Vorstellung, dass Wärme abkühle oder Trockenheit befeuchte.

#### Der Streit mit Thrasymachos
Hier greift Thrasymachos ein, der bisher unwillig und ungeduldig zugehört hat. Für ihn sind die Überlegungen des Sokrates albernes, leeres Geschwätz. Nach seiner Definition ist das Gerechte das für den Stärkeren Vorteilhafte. Beispielsweise gibt es in jedem Staat Machthaber, die jeweils das, was ihrem Vorteil dient, gesetzlich vorschreiben und als gerecht definieren. Ihnen muss man gehorchen, dann handelt man gerecht. Sokrates weist aber auf eine Unstimmigkeit hin: Machthaber machen wie alle Menschen Fehler. Es kann also vorkommen, dass sie etwas anordnen, was in Wirklichkeit zu ihrem Nachteil ist. In diesem Fall schadet der Gehorchende dem Machthaber, indem er dessen Befehl ausführt. Somit kann es gerecht sein, dem Machthaber aus Gehorsam zu schaden. Dies widerspricht aber der Definition des Thrasymachos, wonach Gerechtigkeit stets dem Vorteil des Stärkeren dient.
Nun mischt sich Kleitophon ein. Er interpretiert die These des Thrasymachos radikal: Gerecht ist immer das, was der Mächtige momentan will, unabhängig davon, ob es ihm objektiv schadet oder nützt. Dem stimmt Thrasymachos jedoch nicht zu. Er argumentiert anders: Die Gerechtigkeit hat dem Vorteil des Stärkeren zu dienen. Wenn der Befehlende seinen Vorteil nicht sieht, irrt er und ist somit insofern kein wahrer Machthaber, sondern schwach. Der echte Machthaber ist der wirklich Stärkere: der, der keinem Irrtum erliegt, sondern seinen tatsächlichen Vorteil kennt. Sokrates versucht die These des Thrasymachos mit Gegenbeispielen zu erschüttern.
In einem längeren Monolog legt Thrasymachos sein Konzept ausführlich dar, wobei er nun die Begriffe „gerecht“ und „ungerecht“ nicht im Sinne seiner Definition, sondern in dem der Moral und des gängigen Sprachgebrauchs verwendet. Demnach ist der Gewaltherrscher, der seine Untertanen beraubt und versklavt, der ungerechteste Mensch und zugleich der glücklichste. Diejenigen hingegen, die das Unrecht erleiden und hinnehmen, befinden sich im Elend, ebenso wie die, die im Geschäftsleben übervorteilt werden oder zu ihrem eigenen Nachteil dem Gemeinwohl dienen oder sich durch ihre Unbestechlichkeit unbeliebt machen. Die Richtigkeit dieser Sichtweise erkennt man daran, dass alle, auch die unterdrückten Untertanen selbst, den rücksichtslosen Tyrannen für glücklich und beneidenswert halten. Er ist in seinem Handeln kraftvoll, frei und herrisch, und das sind wertvollere Qualitäten als die Gerechtigkeit. Wer in großem Stil ungerecht handelt, lebt vornehm. Der Erfolg honoriert sein Verhalten. Im weiteren Verlauf der Debatte wertet Thrasymachos die gängigen Werte im Sinne seiner Denkweise um. Ungerechtigkeit ist für ihn Ausdruck von Vernünftigkeit und Tüchtigkeit. Das gilt schon für den Taschendieb, in erster Linie aber für den Gewaltherrscher, der ganze Völker unterwirft.
Dagegen führt Sokrates mehrere Überlegungen ins Feld. Eine davon lautet: Machtvolles, erfolgreiches Handeln erfordert Zusammenarbeit mit anderen. Der Ungerechte braucht Mitwirkende, um sein Ziel zu erreichen. Wenn er konsequent – also auf vollendete Weise – ungerecht ist, wird er alle, also auch seine eigenen Leute, ungerecht behandeln. Damit untergräbt er aber die Funktionsfähigkeit seiner Gruppe und lähmt sich selbst. Einen gemeinsamen Erfolg erzielen Ungerechte nur dadurch, dass sie untereinander einen Rest von Gerechtigkeit wahren. Somit verdanken sie den Erfolg der Gerechtigkeit, nicht der Ungerechtigkeit. Schließlich weiß Thrasymachos nichts mehr zu entgegnen und gibt sich geschlagen, doch ändert er seine Meinung keineswegs.

### Von der Tugendfrage zur Staatstheorie (Buch II)

#### Einwände gegen die Gerechtigkeitsvorstellung des Sokrates
Glaukon findet das bisher gegen die Auffassung des Thrasymachos Vorgebrachte nicht überzeugend genug. Sokrates hat für die Gerechtigkeit plädiert, aber er hat noch nicht bewiesen, dass sie nicht nur wegen ihrer erwünschten Konsequenzen, sondern auch an und für sich erstrebenswert ist. Um dies zu verdeutlichen, umreißt Glaukon eine Gegenposition. Demnach ist Gerechtigkeit nichts als ein Kompromiss, der aus pragmatischen Überlegungen resultiert. Jeder würde gern ungestraft nach Belieben Unrecht begehen, um sich Vorteile zu verschaffen, aber niemand will Unrecht wehrlos erleiden müssen. Da die Nachteile des Erleidens größer erscheinen als die Vorteile des Begehens, hat man sich darauf verständigt, das Begehen gesetzlich zu verbieten. Das wird Gerechtigkeit genannt, ist gesellschaftlich erwünscht und wird belohnt. Daher wird diese Tugend nicht um ihrer selbst willen praktiziert, sondern weil sie soziale Anerkennung verschafft. Ideal wäre demnach eine Gelegenheit, unbemerkt Unrecht zu tun und zugleich im Ruf eines Gerechten zu stehen, etwa wie Gyges, der sich der Sage zufolge mit einem Zauberring unsichtbar machen konnte, was er zum Ehebruch mit der Königin nutzte. All dies führt zum Ergebnis, dass Gerechtigkeit nur ein Mittel zur Erreichung von letztlich selbstsüchtigen Zielen und ansonsten bedeutungslos ist.
Adeimantos führt diesen Gedankengang weiter aus und ergänzt ihn: Zwar bedrohen die traditionellen Autoritäten Übeltäter mit göttlichen Strafen, doch zeigen sie nicht, dass solche Strafen tatsächlich zu befürchten sind. Außerdem ist die Überzeugung verbreitet, man könne die erzürnten Götter bestechen, indem man sie mit Geschenken gnädig stimme. Wenn das zutrifft, wird Gerechtigkeit nicht benötigt; nur ihren Anschein muss man erwecken können.

#### Die Theorie der Entstehung und Ausformung von Staaten
Sokrates macht darauf aufmerksam, dass Gerechtigkeit zwar eine Eigenschaft von Individuen sei, aber sich am leichtesten erkennen lasse, wenn man den sozialen Kontext – den Staat – ins Auge fasse. Damit ist nach damaligem Verständnis nicht ein Flächenstaat gemeint, sondern ein Stadtstaat, der aus einer Stadt und dem von ihr beherrschten Umland besteht.
Nach der Theorie des Sokrates ist der Anlass zur Staatenbildung das Bedürfnis nach einer arbeitsteiligen Wirtschaft. Aus Kleingruppen, deren Mitglieder untereinander Tauschhandel treiben, entwickeln sich größere Gemeinschaften, die Geldwirtschaft einführen. Es entsteht ein Markt mit berufsmäßigem Groß- und Kleinhandel und auch Fernhandel sowie Lohnarbeit. Im Frühstadium ist die Lebensweise einfach, die Ernährung frugal; Glaukon vergleicht den Urstaat mit einem „Schweinestaat“, was humoristisch, aber im Sinne von Bescheidenheit lobend gemeint ist. Dieses einfache Leben ist gesund. Später wird daraus der „üppig aufgeblasene“ Staat, Kunst und Kultur entfalten sich, aber auch Luxus reißt ein. Da das landwirtschaftlich nutzbare Land zur Ernährung der stark angewachsenen Bevölkerung nicht mehr ausreicht, muss das Territorium erweitert werden, daher kommt es zu Kriegen. Im Krieg ist Professionalität gefragt, daher bildet sich der Stand der Berufskrieger. Diese Gegebenheiten bestimmen die Ausgangslage für das Aufkommen von Gerechtigkeit und Ungerechtigkeit. Zu untersuchen ist nun, welche Faktoren bewirken, dass sich ein Staat in die eine oder andere Richtung entwickelt.

### Gerechtigkeit im Idealstaat (Bücher II–IV)

#### Die Problematik des Berufsheeres
Sokrates nennt die Berufskämpfer, die für die äußere Sicherheit benötigt werden, „Wächter“, da sie den Staat bewachen. Dank ihrer militärischen Schlagkraft sind sie sehr machtvoll. Der Gedanke, diese Macht zur Unterdrückung der eigenen Zivilbevölkerung zu missbrauchen, ist für sie naheliegend. Daher sind besondere Maßnahmen zu treffen, die dieser Gefahr vorbeugen und damit Gerechtigkeit ermöglichen. Krieger müssen von Berufs wegen mutig sein, doch für den Umgang mit der eigenen Bevölkerung benötigen sie zusätzlich eine andere, entgegengesetzte Eigenschaft, die Sanftmut. Die gleichzeitige Entwicklung beider Qualitäten erfordert eine sorgfältige, auf Charakterbildung abzielende Erziehung. In einem optimal eingerichteten Staat ist die Erziehung der Wächter somit eine wichtige Aufgabe.

#### Die Erziehung der Wächter
Die Erziehung bezweckt die bestmögliche Ausbildung körperlicher und geistiger Fähigkeiten. Der körperlichen Ertüchtigung dient die Gymnastik, der geistigen Entwicklung die musische Bildung („Musenkunst“), die Dichtung, Lied und Tanz umfasst. Die Dichtung als zentrales Element herkömmlicher Erziehung ist ein besonders wichtiges Thema. Bei der pädagogischen Funktion der Dichtung in der griechischen Gesellschaft geht es nicht um unterhaltsame Beschäftigung mit ansprechend gestalteten literarischen Fiktionen. Vielmehr gelten die berühmten epischen Dichter Homer und Hesiod traditionell als erstrangige Autoritäten, die göttliche Wahrheiten verkünden, und auch Aussagen von Lyrikern wie Pindar und Tragödiendichtern wie Aischylos haben großes Gewicht. Die Dichter belehren unter anderem über die Götter, die Entstehung der Welt, die Ordnung des Kosmos, die Pflichten der Menschen und vorbildliches Verhalten. Ihre Auffassungen über Tüchtigkeit und Tugenden, Ruhm und Schande, Ehrenhaftes und Unehrenhaftes, Recht und Unrecht prägen das allgemein herrschende Welt- und Menschenbild, die Wertordnung der Gesellschaft und die gängigen Moralvorstellungen. Das beginnt mit den Mythen, die Mütter und Ammen den kleinen Kindern erzählen. Der Gehalt der Mythen wird der als klassisch geltenden Dichtung entnommen.
Hier setzt Sokrates mit seiner Kritik an. Er hält die meisten Mythen für unwahr und schreibt ihnen verheerende Auswirkungen auf die Charakterbildung zu. Vor allem missfällt ihm, dass die Dichter den Göttern oft Eigenschaften und Handlungen zuschreiben, die unter Menschen allgemein als schimpflich gelten, etwa Unaufrichtigkeit, Anstiftung zum Wortbruch und Gewaltanwendung gegen die eigenen Eltern. Auch die Erzählungen, in denen Götter untereinander streiten und kämpfen oder Menschen ins Unglück stürzen, hält er für Lügen. Das ist für ihn nicht nur Gotteslästerung, sondern stellt der Jugend falsche Vorbilder vor Augen, mit dem Ergebnis, dass die Erziehung zur Ethik scheitert und die Menschen schlecht werden. Sokrates ist der Überzeugung, dass die Götter ausschließlich gut seien und niemals etwas Schlechtes von ihnen ausgehen könne. Dies müsse man den Kindern von Anfang an beibringen, um ihnen eine konstruktive Wertordnung zu vermitteln. Gegenteilige Lehren seien nicht zu dulden. Schädlich sei auch die dichterische Schilderung des Hades – des Totenreichs – als schrecklicher Ort. Dies erzeuge Furcht vor dem Tod und sei einer freien Gesinnung abträglich. Auch die Darstellung des keineswegs vorbildlichen Verhaltens von Helden wie Achilleus in der Epik sei für die Jugend verderblich und literarisch gestalteter Jammer sei eine Aufforderung zur Wehleidigkeit. Unwürdige Szenen im Theater seien ebenfalls zu verpönen.
Anschließend wendet sich Sokrates der Musik zu. Er bespricht mit Glaukon den Zusammenhang der verschiedenen Tonarten, Instrumente und Rhythmen mit der seelischen Entwicklung. Rhythmus und Tonart dringen am tiefsten in das Innere der Seele ein und ergreifen sie am stärksten, daher gebührt ihrer Auswahl besondere Aufmerksamkeit der Erzieher. Die musische Erziehung muss die Liebe zum Schönen fördern, wobei Schönheit im ästhetischen und zugleich im ethischen Sinn gemeint ist. Ein weiteres Thema ist die Ertüchtigung und Gesunderhaltung des Körpers. Ihr dient unter anderem die Gymnastik, bei der man sich aber vor Einseitigkeit zu hüten hat; sie soll nicht auf Kosten der Bildung betrieben werden. Übertriebene Sorge um den Körper ist verfehlt, denn alles, was man für ihn unternimmt, geschieht letztlich um der Seele willen. Wenn für Seele und Körper schlecht gesorgt wird, werden viele Richter und Ärzte benötigt; juristische Schliche sollen die Übeltäter vor den Folgen ihrer Taten bewahren und die Heilkunst soll die gesundheitlichen Folgen eines schlechten Lebenswandels beheben. In einem gut organisierten Staat muss solchen Verfallserscheinungen vorgebeugt werden.

#### Die ständische Ordnung
Eine Kernfrage jeder Verfassungstheorie lautet, wem die Regierung anvertraut werden soll. Dafür kommen nach Sokrates’ Überzeugung nur erprobte Personen in Betracht, die ihre Eignung, vor allem ihre Charakterfestigkeit, über einen langen Zeitraum erwiesen haben. Dazu gehört insbesondere, dass sie sich aus Überzeugung mit den Staatsinteressen identifizieren und begeistert für das Staatswohl eintreten.
Im Rahmen seines Erziehungsprogramms möchte Sokrates am liebsten die meisten überlieferten Mythen wegen ihrer moralischen Fragwürdigkeit abschaffen und stattdessen einen neuen Mythos einführen, den er selbst – ein altes Sagenmotiv aufgreifend – erfunden hat. Ihm ist klar, dass eine Umsetzung dieses Vorhabens in der Praxis auf größte Schwierigkeiten stoßen müsste, da der neue Mythos keinen Glauben fände. Dennoch erzählt er seine Fiktion, um zu verdeutlichen, worauf es ihm ankommt. Der neue Mythos – eine edle Lüge – besagt, die Bürger des Idealstaats seien Kinder der Erde und als solche seien sie alle Geschwister. Ihren Seelen seien aber von der Gottheit, die sie geschaffen habe, Metalle unterschiedlicher Qualität beigemischt worden, und daraus resultiere eine Wesensverschiedenheit. Manchen sei Gold, anderen Silber beigefügt worden, anderen nur Eisen und Erze. Davon sei ihre jeweilige seelische Beschaffenheit geprägt, und diese werde gewöhnlich den Nachkommen vererbt. Allerdings komme es auch vor, dass ein Kind eine andere Metallqualität aufweise als seine Eltern. Die vorgegebene Metallbeimischung qualifiziere ihren Träger für bestimmte Funktionen im Staat: Gold befähige zur Übernahme von Führungspositionen, Silber bedeute Eignung für Wächteraufgaben, mit Eisen oder Erz sei man zu einem Leben als Bauer oder Handwerker bestimmt. Daher sei die Gesellschaft in die drei Stände der Herrscher, der Wächter und der Erwerbstätigen („Chrematisten“) gegliedert. Sokrates hält es für hilfreich, diese Gliederung, die er für den Idealstaat vorsieht, in mythischer Sprache zu veranschaulichen, damit sie von den Bürgern akzeptiert und verinnerlicht wird. Soziale Mobilität muss möglich sein: Wenn beispielsweise ein Herrscher sieht, dass sein Sohn eine eiserne Seele hat, muss er ihn in den untersten Stand versetzen. Umgekehrt ist einem Nachkommen von Bauern der Aufstieg in die Oberschicht zu ermöglichen, falls seine Seele die entsprechende Qualität aufweist.

#### Lebensweise und Aufgaben der Wächter
Anschließend skizziert Sokrates die asketische Lebensweise der Wächter, denen Privatbesitz über das Lebensnotwendige hinaus versagt sein soll. Adeimantos befürchtet, dass die Wächter ein unglückliches Leben führen müssen, wenn ihre Tätigkeit nicht honoriert wird und sie weit ärmer sind als die Erwerbstätigen, die rangmäßig unter ihnen stehen. Dagegen macht Sokrates geltend, es gehe nicht um das Wohl eines einzelnen Standes, sondern um das aller Bürger. Außerdem sei sowohl Reichtum als auch Armut der beruflichen Leistung abträglich; daher sei beides aus dem Leben der Wächter fernzuhalten.
Neben den militärischen üben die Wächter auch polizeiliche Funktionen aus. Eine ihrer Hauptaufgaben ist die Wahrung der optimierten Stabilität, sowohl hinsichtlich der demographischen Verhältnisse – die Bürgerschaft soll konstant eine optimale Größe einhalten – als auch auf kulturpolitischem Gebiet, wo es darauf ankommt, schädlichen Neuerungen vorzubeugen. Eine übermäßige Reglementierung des Lebens der Bürger durch gesetzliche Vorschriften hält Sokrates aber für unzweckmäßig.

### Die Analogie zwischen sozialer und innerseelischer Gerechtigkeit (Buch IV)

#### Gerechtigkeit im Verhältnis zwischen den Ständen im Staat
In einem idealen Staat müssen die vier Grundtugenden Weisheit, Tapferkeit, Besonnenheit und Gerechtigkeit praktiziert werden. Die Weisheit zeichnet die Herrscher aus, die den kleinsten Bevölkerungsteil bilden. Die Tapferkeit ist das besondere Merkmal der Wächter; sie zeigt sich in der unbeirrbaren Beharrlichkeit, mit der dieser Stand seine Aufgabe erfüllt. Die dritte Tugend, die Besonnenheit, äußert sich in der Einmütigkeit: Die hierarchische Struktur, in der das Bessere dem Geringerwertigen übergeordnet ist, wird von allen gebilligt. Besonnenheit ist somit nicht einem bestimmten Stand zugewiesen, sondern durchdringt und prägt die gesamte Bürgerschaft. Dann herrscht Eintracht, weil die Regierten nicht Unterworfene sind, sondern sich den Regierenden aus Einsicht willig unterordnen.
Als vierte Qualität wird schließlich die Gerechtigkeit in den Blick genommen. Sie besteht für Sokrates darin, dass jeder „das Seine tut“, also nur der Art von Beschäftigung nachgeht, die seiner Befähigung entspricht („Idiopragie-Forderung“). Ungerechtigkeit zeigt sich darin, dass die Abgrenzung der Stände nach Qualifikation verwischt wird und verantwortungsvolle Aufgaben inkompetenten Personen übertragen werden. Gerechtigkeit ist dann gegeben, wenn jeder Teil des Ganzen nur genau die Funktion erfüllt, die ihm gemäß seiner besonderen Beschaffenheit zukommt.

#### Gerechtigkeit im Verhältnis zwischen den Seelenteilen
Nach der Bestimmung der sozialen Gerechtigkeit kehrt Sokrates zur Ausgangsfrage nach der Gerechtigkeit innerhalb der einzelnen Individuen zurück. Er zeigt die Analogien auf: Wie der Staat besteht auch die Seele aus drei Bestandteilen, deren Merkmale denen der drei Stände entsprechen.
Die Dreiteilung der Seele leitet Sokrates mithilfe des Satzes vom Widerspruch ab, der hier erstmals formuliert wird: Es ist unmöglich, dass etwas zugleich entgegengesetzte Wirkungen im selben Sinn und in Bezug auf dasselbe verursacht. In der Seele lässt sich aber beobachten, dass beispielsweise Durst auftritt und dennoch aus einem bestimmten Grund beschlossen wird, nicht zu trinken. Die Instanzen, von denen die betreffenden Impulse ausgehen, müssen also verschieden sein. Der Urheber des Durstes ist das Begehrungsvermögen, während das, was in der Seele überlegt, ob getrunken werden soll, das Überlegungsvermögen ist. Das Begehrungsvermögen ist von leidenschaftlicher Natur, das Überlegungsvermögen emotionslos. Damit das, was die Überlegung erfordert, in die Tat umgesetzt werden kann, ist noch ein dritter Faktor erforderlich, der dem Begehrungsvermögen nötigenfalls im Gefühlsbereich entgegenwirkt und die Begierde im Auftrag des Überlegungsvermögens übermannt. Das ist „das Muthafte“, der dritte Seelenteil, der bei Kindern schon vor der Ausbildung der Vernunft hervortritt und daher kein Teil von ihr sein kann. Das Muthafte ergreift im „Bürgerkrieg“ zwischen Vernunft und Begierde für die Vernunft Partei. Manchmal verhilft es ihr zum Sieg, manchmal unterliegt es der Begierde und gerät dann in Zorn über seine Niederlage.
Im Individuum ist die Vernunft der Teil, der die Weisheit beisteuert und dem daher die Herrschaft gebührt. Der muthafte Seelenteil verfügt über die Tapferkeit und hat die Wächterfunktion auszuüben. Ihm fällt die Aufgabe zu, in Schmerzen und Freuden unbeirrt an dem festzuhalten, was die Vernunft als richtig erkannt hat. Das Begehrungsvermögen als niedrigster Teil entspricht dem Stand der Bauern und Gewerbetreibenden im Staat. Es hat sich freiwillig unterzuordnen. Wenn dies geschieht, wird die Person als besonnen wahrgenommen. Damit lässt sich nun auch die Gerechtigkeit des einzelnen Menschen bestimmen: Sie besteht darin, dass in der Seele ebenso wie im gerechten Staat jeder Teil nur die ihm von Natur aus zukommenden Aufgaben erfüllt und keinerlei Übergriffe in fremde Kompetenzbereiche stattfinden. Dadurch steht alles dauerhaft in Einklang. Analoges gilt für den Körper: Dort wird die Gerechtigkeit Gesundheit genannt, die Ungerechtigkeit Krankheit. Daher kann man die Gerechtigkeit und allgemein die Tüchtigkeit oder Tugendhaftigkeit auch als Gesundheit der Seele bezeichnen. Die Tüchtigkeit oder das Gutsein (Arete) stellt eine Einheit dar, während es bei der Schlechtigkeit eine große Vielfalt von Arten gibt.

### Radikale Konsequenzen der Gerechtigkeit im idealen Staat (Bücher V und VI)

#### Die Aufhebung der Familie
Im fünften Buch kehrt Sokrates auf nachdrücklichen Wunsch von Adeimantos, Glaukon und Thrasymachos zu einem sehr sensiblen Thema zurück: dem schon früher angesprochenen Grundsatz, dass „Freunden alles gemeinsam“ sei. Im idealen Staat müssen die Wächter sowie die aus ihrer Mitte hervorgegangenen Herrscher alle untereinander befreundet sein. Dass sie deswegen kein Privateigentum besitzen, wurde bereits dargelegt. Eine andere, besonders heikle Konsequenz ist, dass der klassische Privatbereich, das Familienleben, beseitigt werden muss: Auch das Verhältnis der Geschlechter, die Zeugung und die Kindererziehung werden in den Zuständigkeitsbereich der Gemeinschaft verlagert. Für die Bauern und Gewerbetreibenden, die damit überfordert wären, gilt das nicht, sie führen ein konventionelles Familienleben.
Bei der Darlegung der Einzelheiten zögert Sokrates zunächst, denn ihm selbst kommt die Kühnheit seines utopisch wirkenden Konzepts bedenklich vor, doch dann gibt er dem hartnäckigen Drängen der anderen nach. Den Ausgangspunkt bildet der Grundsatz, dass die Tüchtigkeit und Tugendhaftigkeit nicht geschlechtsbezogen ist, sondern für alle Menschen gleich. Die darauf abzielende Ausbildung muss somit für Männer und Frauen gleich sein, und beide Geschlechter sind soweit irgend möglich zu denselben Übungen und Aufgaben einschließlich des Kriegsdienstes heranzuziehen. Begabungen und Charaktereigenschaften sind individuell, nicht geschlechtsgebunden. Spezifisch weibliche oder männliche Beschäftigungen gibt es nicht. Daher soll es beim gemeinsamen Üben auch keine Trennung der Geschlechter geben. Der Wächterstand hat eine homogene Gemeinschaft von Männern und Frauen zu bilden. Dies nennt Sokrates die „erste Woge“ von Konsequenzen des neuartigen Gedankenguts, die in diesem Diskurs heranbrandet.
Noch gewaltiger ist die „zweite Woge“, die nun folgt: die Einzelheiten der konsequenten Aufhebung des Familienlebens. Die Kinder der Wächter und Herrscher dürfen nicht wissen, wer ihre Eltern sind. So wie die Erziehung soll schon die Fortpflanzung planmäßig organisiert werden, wobei eugenische Gesichtspunkte maßgeblich sind; Menschen sind in Analogie zur Zucht der Nutztiere zu züchten. Damit das Erbgut optimiert wird, sollen sich die besten Männer mit den besten Frauen zur Fortpflanzung verbinden und möglichst viele Kinder zeugen. Die Regeln, die dabei anzuwenden sind, sollen nur die Herrscher kennen, da sonst leicht Unmut und Zwist unter den Wächtern entstehen könnten. Die Kinder werden ihren Müttern gleich nach der Geburt entzogen und von Ammen und Pflegerinnen betreut. Das Stillen wird von den Müttern gemeinsam besorgt, wobei keine ihr eigenes Kind erkennen soll. Die Funktion der Familie übernimmt vollumfänglich die Gemeinschaft. Behinderte und erblich belastete Kinder werden nicht aufgezogen, sondern – wie im antiken Griechenland üblich – „verborgen“, das heißt: nach der Geburt ausgesetzt.
Angestrebt wird ein Gemeinschaftsbewusstsein von bisher unbekannter Intensität. Zwiespalt zeigt sich auch darin, dass manche Bürger über etwas erfreut sind, was andere betrübt. Das soll im idealen Staat nicht vorkommen. Erwünscht ist eine derart vollendete Einmütigkeit, dass alle Bürger auf Ereignisse in gleicher Weise mit Freude oder Schmerz reagieren. Dann verhalten sie sich zur Gemeinschaft wie ein Körperteil zum Körper. Wenn beispielsweise ein Finger verletzt wird, erlebt der ganze leibliche und seelische Organismus des Menschen den Vorgang einheitlich als Schmerz. Analog wird auch das erfreuliche oder unerfreuliche Schicksal eines einzelnen Bürgers von der ganzen Gemeinschaft miterlebt. Alle angenehmen und unangenehmen Gefühle werden geteilt. Wie beim Besitz und den sozialen Beziehungen soll auch bei den Emotionen die Unterscheidung von „mein“ und „dein“ wegfallen. Durch diese Eintracht wird das Justizwesen überflüssig. Kein Zweifel besteht für Sokrates daran, dass die Wächter unter solchen Bedingungen ein vollendet glückseliges Leben führen.

#### Grundsätze der Kriegsführung
Anschließend wendet sich das Gespräch Einzelheiten der Bewährung des idealen Staates im Krieg zu. Kämpfern, die sich durch Tapferkeit ausgezeichnet haben, sollen bedeutende Ehrungen zuteilwerden; Feiglinge werden in den Bauern- und Handwerkerstand versetzt. Nach einem Sieg können besiegte „Barbaren“ (Nichtgriechen) versklavt werden, Griechen jedoch nicht, da sonst die gesamtgriechische Widerstandskraft gegen Bedrohung durch fremde Völker geschwächt würde. Überhaupt ist es grundsätzlich falsch, Griechen als Sklaven zu halten. Bei innergriechischen Konflikten sollen zivilisierte kriegsrechtliche Normen gelten: Das Land des Gegners darf nicht verwüstet werden, Wohnstätten sind nicht niederzubrennen, Zivilisten sind zu schonen. Stets ist die Aussicht auf spätere Versöhnung zu wahren und im Auge zu behalten, alle unnötigen Feindseligkeiten sind zu vermeiden.

#### Die Herrschaft der Philosophen und ihre Legitimation
Glaukon zweifelt nicht an den bedeutenden Vorteilen des geschilderten Modells. Er möchte nun aber zur Erörterung der Frage übergehen, ob eine solche Staatsordnung utopisch bleiben muss oder doch verwirklicht werden kann. Für Sokrates ist das die „dritte Woge“ der Problematik und Kritik, die größte und gefährlichste Woge, die gegen seinen Vorschlag heranrollt. Es geht um die Klärung des Verhältnisses zwischen einem Ideal und dessen Verwirklichung, die nur eine mehr oder weniger gelungene Annäherung sein kann. Hierzu holt Sokrates weit aus, denn er benötigt dafür Überlegungen, die zur Ideenlehre gehören. Das Muster, in diesem Fall das Konzept des idealen Staates, hat aus seiner Sicht einen ideellen Wert, der nicht davon abhängt, ob es in dieser Form auch in die Praxis umgesetzt werden kann. Es ist eine Richtschnur für die Praxis. Jede Umsetzung ist gegenüber dem perfekten Ideal mangelhaft; ob die Realisierung überhaupt gelingen kann, ist unklar. Das mindert aber nicht den Wert des Ideals, an dem sich die Umsetzungsversuche orientieren.
Eine Voraussetzung ist nach Sokrates’ Ansicht unumgänglich für die Umwandlung eines bereits existierenden Staates in einen idealen: Philosophisches Wissen und Befehlsgewalt müssen vereint werden. Dies kann auf zwei Wegen geschehen: Entweder übernehmen Philosophen die Herrschaft oder die bereits regierenden Machthaber werden echte und gründliche Philosophen. Wenn keines von beiden geschieht, wird das Elend der gewohnten Verhältnisse niemals enden. Sokrates weiß, dass diese Forderung seinen Zeitgenossen lächerlich erscheinen muss, da sie dem gängigen Bild von Herrschern und von Philosophen widerspricht. Der kritischen Sichtweise der Spötter stellt er eine eingehende, differenzierte Darstellung seines Konzepts entgegen. Er beschreibt, was für ihn einen Philosophen ausmacht und zur Herrschaft qualifiziert.
Der Philosoph (wörtlich „Weisheitsliebende“) ist dadurch charakterisiert, dass er die Weisheit nicht nur bruchstückhaft, sondern ganz begehrt. Sein Wissensdurst richtet sich nicht auf beliebige Fakten, sondern auf die philosophisch relevante Wahrheit. Diese will er möglichst in ihrer Gesamtheit „anschauen“. Beispielsweise gilt sein Interesse nicht einzelnen schönen Dingen, sondern er konzentriert es auf die Natur des Schönen, das „Schöne selbst“. Das Schöne schlechthin ist für ihn keine bloße Abstraktion, sondern eine objektiv existierende, erkennbare Realität. Deren „Schau“ ist Erkenntnis im eigentlichen Sinn; sie verhält sich zum Erfassen einzelner schöner Dinge wie ein Urteilen im Wachzustand zu Reaktionen eines Träumenden auf die Eindrücke, die er im Traum empfängt. Es handelt sich hier um den Gegensatz von Wissen und Meinen. Das Meinen bestimmt Sokrates als ein Mittelding zwischen Wissen und Nichtwissen. Das Wissen des Philosophen bezieht sich auf das Seiende, auf die Wirklichkeit, während der Nichtphilosoph ein Meinender ist, der seine Aufmerksamkeit einem halbdunklen Zwischenbereich zwischen dem, was ist, und dem, was nicht ist, zuwendet.
Philosoph ist derjenige, der das Einfache, überzeitlich Seiende, das sich niemals ändert, erfassen kann. Nichtphilosophen hingegen befassen sich nur mit der Mannigfaltigkeit der veränderlichen Einzeldinge. Da ihnen das Allgemeingültige unzugänglich ist, sind sie orientierungslos. Auf dem Gebiet der Staatskunst – der Wissenschaft von der Staatslenkung – ist somit der Philosoph der, der stets das gedankliche Muster des Idealstaates im Blick hat, um sein Handeln in der politischen Praxis konsequent danach auszurichten. Da das Ziel der Praxis eine möglichst gute Annäherung an das Ideal ist, kann somit niemand anders als ein Philosoph befähigt sein, einen optimal eingerichteten Staat zu regieren und dauerhaft im besten Zustand zu erhalten.
Die Frage ist hier nur, ob der Philosoph neben seiner Überlegenheit im Theoretischen auch die erforderliche politische Befähigung mitbringt. Sokrates bejaht dies. Dabei macht er geltend, beim Philosophen sei das Weisheitsstreben, das seiner natürlichen Veranlagung entspreche, unauflöslich mit den notwendigerweise dazugehörenden Charaktermerkmalen verbunden: Wahrheitsliebe, Besonnenheit, Großzügigkeit, Furchtlosigkeit, Bescheidenheit, Umgänglichkeit, Gerechtigkeit und Fähigkeit zum Maßhalten. Außerdem verfügten Philosophen über ein gutes Gedächtnis, denn wenn sie vergesslich wären, könnten sie sich einer so anspruchsvollen Tätigkeit nicht mit Freude und Erfolg widmen. Daher sind sie fähig und vertrauenswürdig, man kann ihnen den Staat unbesorgt anvertrauen. Den Hintergrund dieser Behauptungen bildet das platonische Philosophieverständnis. Philosophie erschöpft sich nicht im Nachdenken, sie ist keine bloß intellektuelle Betätigung, sondern immer auch eine Lebensweise.
Adeimantos kann zwar gegen den Gedankengang des Sokrates nichts einwenden, verweist aber auf gegenteilige empirische Beobachtungen: Philosophen werden entweder als Scharlatane oder als anständige, aber verschrobene und untüchtige Menschen wahrgenommen. Für diesen Sachverhalt nennt Sokrates zwei Gründe: erstens die Inkompetenz der Menge und der unwissenden Machthaber, die den Wert der Philosophie nicht zu würdigen wüssten, und zweitens das Auftreten von Scheinphilosophen, die Schwätzer seien und die Philosophie in Verruf brächten. Damit meint er die Sophisten, gegen Entgelt unterrichtende Wanderlehrer, die er für unseriöse Verführer hält. Sophistische Mentalität sieht er als Ergebnis einer schlechten Erziehung und eines durch ungünstige Einflüsse fehlgeleiteten Weisheitsstrebens. Die großen Verführer und Übeltäter seien hochbegabt, sie hätten unter förderlichen Bedingungen Philosophen werden können, seien aber auf Abwege geraten. Im Rahmen der bestehenden Verfassungen sei keine Besserung der Verhältnisse in Sicht. Dennoch ist Sokrates hinsichtlich der Möglichkeit eines Umschwungs optimistisch. Er hält es für möglich, dass Söhne von regierenden Herrschern philosophisch veranlagt seien und nach ihrer Machtübernahme willens und fähig seien, eine Verfassungsreform im erwünschten Sinne durchzuführen.
Die einzigartige Sonderstellung der Philosophen beruht für Sokrates darauf, dass sie ihre Gedanken auf das Göttliche und Wohlgeordnete richten und es bewundern und nachahmen, wodurch sie selbst diese Beschaffenheit annehmen, soweit das einem Menschen möglich ist.

### Die Ausbildung der Philosophenherrscher (Bücher VI und VII)

#### Die Idee des Guten als Richtschnur
Der nächste Aspekt, der erörtert wird, ist die Auswahl und Ausbildung der Herrscher. Geeignet sind nur philosophisch veranlagte Angehörige des Wächterstandes, die Scharfsinn, geistige Beweglichkeit und Lernbereitschaft mit charakterlicher Zuverlässigkeit verbinden. Dass sie die vier Grundtugenden benötigen, wurde bereits festgestellt. Darüber hinaus gibt es aber ein noch höheres, übergeordnetes Wissen, das sie erlangen müssen, um sich für ihre Regierungstätigkeit zu qualifizieren. Sokrates nennt es „das höchste Lehrstück“. Es geht um die Erkenntnis der „Idee des Guten“. Das „Gute selbst“ – das metaphysische Prinzip des schlechthin Guten – soll erfasst werden. Daraus kann dann das Verständnis von allem, was die Tugenden und die Tüchtigkeit betrifft, abgeleitet werden. Die Bedeutung des Wissens vom Guten ist schon daraus ersichtlich, dass jede Seele nach dem Guten strebt und um seinetwillen alle ihre Taten vollbringt, wenngleich dies gewöhnlich aus Unwissenheit auf verfehlte Weise geschieht. Bei einzelnen Gütern wie dem Gerechten und Schönen geben sich viele mit dem bloßen Anschein zufrieden, das Gute hingegen wird immer als solches begehrt; ein scheinbares Gutes kann niemanden befriedigen. Dieses Erkenntnisobjekt ist allen anderen übergeordnet, denn erst seine Erfassung verschafft dem Denker den Maßstab für alles Übrige. Nur die Einsicht in das allgemeine Gute erschließt ein korrektes Verständnis der einzelnen guten Dinge und befähigt zu deren richtigem Gebrauch. Die Annäherung an die Idee des Guten ist die größte aller Herausforderungen.
Da die Idee des Guten transzendent ist, also jenseits des gewöhnlichen Erfahrungs- und Verständnisbereichs liegt, verzichtet Sokrates auf eine direkte Beschreibung. Stattdessen wählt er den Weg der Annäherung über Gleichnisse, die das Gemeinte veranschaulichen und das Verhältnis des Wahrheitssuchers zur Idee des Guten beleuchten sollen. Zuerst erzählt er das Sonnengleichnis, dann das Liniengleichnis und schließlich – zu Beginn des siebten Buches – das Höhlengleichnis.

#### Die drei Gleichnisse
Im Sonnengleichnis vergleicht Sokrates das Gute mit der Sonne: Wie im Bereich des Sichtbaren die Sonne das Licht spendet, so ist in der geistigen Welt das Gute die Quelle von Wahrheit und Wissen. Wie die Sonne die einzelnen Dinge bescheint und damit sichtbar macht, so strahlt die Idee des Guten gleichsam ein „Licht“ aus, das die Objekte geistiger Erkenntnis für die Seele wahrnehmbar macht. Diese geistige Sonne verleiht den Denkobjekten nicht nur ihre Erkennbarkeit, sondern auch ihr Dasein und ihr Wesen (Ousia). Alle Inhalte des Denkens, darunter auch die Tugenden, verdanken der Idee des Guten ihre Existenz.
Das Liniengleichnis veranschaulicht die hierarchische Ordnung der verschiedenen Erkenntnisweisen und der ihnen zugeordneten Erkenntnisgegenstände anhand einer in vier Abschnitte eingeteilten vertikalen Linie. Die Erkenntnisweisen sind nach ihrer Zuverlässigkeit, die Erkenntnisgegenstände nach ihrem ontologischen Rang geordnet. Das Spektrum reicht von bloßen Mutmaßungen bis zur Vernunfteinsicht (nóēsis), die zur höchsten Ebene des Erkennbaren aufsteigt, wo das Voraussetzungslose – die Idee des Guten – zu finden ist. Beim Aufstieg zum Voraussetzungslosen muss man von Voraussetzungen ausgehen, die aber nur Hilfsmittel sind; sie werden überflüssig, wenn die höchste Ebene erreicht ist. Dann wird das Voraussetzungslose seinerseits zum Ausgangspunkt für die – nunmehr korrekt fundierte – Erkenntnis aller ihm untergeordneten Wissensbereiche.
Das Höhlengleichnis soll den Sinn und die Notwendigkeit des philosophischen Bildungswegs, der als Befreiungsprozess dargestellt wird, illustrieren. Der Weg gleicht dem Aufstieg aus einer unterirdischen Höhle, die für die sinnlich wahrnehmbare Welt der vergänglichen Dinge steht, zum Tageslicht, das heißt zum rein geistigen Bereich des unwandelbaren Seins, zum Reich der Ideen. Die Menschheit befindet sich in der Höhle der Unwissenheit, in der die Wirklichkeit nur schattenhaft wahrgenommen werden kann. Es ist aber grundsätzlich möglich, die Höhle zu verlassen und zur Erdoberfläche emporzusteigen. Dort können die Dinge so erfasst werden, wie sie wirklich sind; man kann sogar die Sonne – die Idee des Guten – erblicken. Wenn man dies erreicht hat, kann man mit dem neu erlangten Wissen freiwillig wieder hinabsteigen, um den anderen den Ausweg zu zeigen.
Der Aufstieg aus der Höhle versinnbildlicht die Aneignung philosophischer Bildung. Sokrates betont, dass dieser Vorgang nicht darin besteht, dass gleichsam Blinden die Sehkraft verliehen wird. Über die „Sehkraft“ verfügt jeder bereits. Erforderlich ist nur, dass sich die ganze Seele samt ihrem „Auge“ „umwendet“. Im Gleichnis bedeutet das, dass sie erst unter kundiger Anleitung den Ausgang der Höhle findet, dann den steilen Gang betritt, der nach oben führt, und sich schließlich an den Glanz des Tageslichts gewöhnt.
Wer aus der Höhle an die Erdoberfläche gelangt ist, kann dort bleiben, ein glückliches Leben führen und die Höhlenbewohner ihrem Schicksal überlassen. Wenn er dennoch in die Höhle zurückkehrt, um den anderen zu helfen und als Führer zu dienen, nimmt er große Unannehmlichkeiten in Kauf. Er muss sich dann mit dem Unverständnis der Masse auseinandersetzen, wobei er sogar lebensgefährlichen Anfeindungen ausgesetzt ist. Eine Gegenleistung hat er von den Höhlenbewohnern nicht zu erwarten, denn sie haben nichts zu bieten, was für ihn einen Wert darstellen könnte. Daher ist die Rückkehr für ihn überhaupt nicht attraktiv. So verhält es sich auch mit einem guten – das heißt philosophisch gebildeten – Staatsmann: Er drängt sich nicht nach einer Führungsaufgabe, denn er weiß, dass sie ihm nichts einbringt. Vielmehr muss er überredet werden, Regierungsverantwortung zu übernehmen und den Bürgern damit einen Gefallen zu tun.

#### Das Studienprogramm
Die Ausbildung der Herrscher umfasst zunächst das normale Erziehungsprogramm des Wächterstandes, also musische Bildung und Gymnastik. Über diese Wächterausbildung hinaus benötigen sie für ihre künftige Regierungstätigkeit Schulung auf weiteren Wissensgebieten. Auf die Einzelheiten geht Sokrates nun ein. Erforderlich sind Kenntnisse in Arithmetik, Geometrie (Planimetrie und Stereometrie), Astronomie und musikalischer Harmonielehre. Diese Fächer gehören zur philosophischen Propädeutik, da die Beschäftigung mit ihnen das Denken herausfordert. Im Rahmen der Philosophenausbildung sind sie allerdings nicht auf die oberflächliche, pragmatische Weise zu studieren, die im gängigen Unterricht üblich ist und nur auf einzelne empirische Gegebenheiten abzielt. Vielmehr muss ein vertieftes Verständnis der jeweiligen theoretischen Grundlage erlangt werden, damit das Fachwissen unter philosophischem Gesichtspunkt nutzbar wird. Man erkennt dann die Gemeinsamkeit und Verwandtschaft der Fächer und übt sich im dialektischen Denken, dem methodischen Vorgehen nach den Gesetzen der Logik. Die Dialektik ist das letzte Lehrfach des philosophischen Bildungswegs. Sie ist die hohe Kunst, mit der philosophische Probleme bewältigt werden. Ein gut geschulter Dialektiker kann allein durch logische Folgerungen, ohne Abstützung auf die immer täuschende Empirie, zur Wahrheit vordringen. Er erfasst die wahre Natur der Dinge, die dem Empiriker unzugänglich bleibt.
Unter denen, welche die propädeutische Ausbildung erhalten haben, soll eine Vorauswahl derjenigen, die sich für die dialektische Schulung eignen, getroffen werden. Ihnen wird dann ab dem zwanzigsten Lebensjahr philosophischer Unterricht erteilt. Nach Vollendung des dreißigsten Lebensjahrs findet unter dieser Elite eine weitere Auslese der Tüchtigsten statt. Diese absolvieren ein fünfjähriges vertieftes Philosophiestudium. Anschließend sollen sie „in die Höhle zurückkehren“: In den folgenden fünfzehn Jahren haben sie sich in wichtigen staatlichen Ämtern zu bewähren und ihre Führungsqualitäten zu erproben. Erst als Fünfzigjährige, die sich sowohl im tätigen Leben als auch in der Wissenschaft bewährt haben, sind sie qualifiziert, die Idee des Guten zu erfassen und fortan der Regierung anzugehören.

### Staatsformen und Charaktertypen (Bücher VIII und IX)
Im achten Buch wendet sich Sokrates den einzelnen Staatsformen zu, um sie im Licht der nunmehr gewonnenen Einsichten zu untersuchen. Jeder Staatsform entspricht ein bestimmter im Staat jeweils dominierender Charaktertyp. Es handelt sich um fünf Grundtypen, die als solche zu untersuchen sind; daneben bestehen Mischformen. Das Entwicklungsmodell, das Sokrates nun vorstellt, basiert auf der Vorstellung eines historischen Prozesses, der schrittweise von der besten zur schlechtesten Verfassung führt. Es soll aber kein empirisches Bild einer zwingend in diesen Phasen verlaufenden Geschichte geben, sondern nur modellhaft Gesetzmäßigkeiten aufzeigen.
Um den Auflösungsprozess auch der idealen Verfassung plausibel zu machen – laut Platon die Philosophenherrschaft –, bedient sich Sokrates einer äußerst rätselhaften, in der Forschung bis heute kontrovers diskutierten sogenannten ‚Musenrede‘ (Platon, Politeia 545c8–547a7). Als Zerfallsgrund geben die Musen an, dass unter den Philosophenkönigen bei der Zeugung des Nachwuchses die idealen Zeitpunkte für die Auswahl der Besten verfehlt würden. Die eigentliche Zahl, auch ‚Hochzeitszahl‘ oder schlicht die ‚geometrische Zahl‘ genannt, nach welcher der ideale Nachwuchs gezeugt werden sollte, ist in einer chiffrierten mathematischen Gleichung verborgen, deren Bedeutung bis heute unklar ist. Im Verfallsprozess folgen der Reihe nach die aus der Auflösung der Philosophenherrschaft hervorgehenden Staatsformen, zuerst die Aristokratie, sodann die Timokratie, die Oligarchie und schließlich die Demokratie. Der Untergang der Demokratie bringt als letztes Stadium des Verfalls die Tyrannenherrschaft hervor. Die Tyrannis und die tyrannische Seele sind im neunten Buch ausführlich behandelt. Sokrates wendet sich der Erläuterung dieser einzelnen Staatsformen in allen Einzelheiten zu, um sie im Licht der gewonnenen Einsichten zu untersuchen. Jeder Staatsform entspricht ein bestimmter im Staat jeweils dominierender Charaktertyp. Daneben bestehen Mischformen.

#### Aristokratie
Der erste Grundtyp, die beste Verfassung, ist die Aristokratie (wörtlich „Herrschaft der Besten“). Damit meint Sokrates nicht im neuzeitlichen Sinne des Wortes eine Herrschaft des Erbadels, sondern – wie der Name besagt – die Staatslenkung durch eine qualifizierte Elite, eine Auslese der fähigsten Bürger. In einem solchen Staat sind ethisch hochstehende, gerechte Menschen an der Regierung. Das Muster dafür ist der bereits beschriebene ständisch gegliederte Idealstaat mit einer Oberschicht ohne Privateigentum. Auf der seelischen Ebene entspricht dem die Lenkung durch die Vernunft.

#### Timokratie
Diese beste, aristokratische, Staatsform wird einmal ein Ende haben, weil alles Gewordene den Verfall in sich trägt, und es werden Fehler aufgrund falscher Berechnungen bei den vom Staat organisierten Vermählungen und Zeugungen gemacht werden und ebenso welche bei der Erziehung dieser Kinder. Wegen der weiteren Vernachlässigung der Regeln, die die Stabilität gewährleisten, können Unqualifizierte in Führungspositionen gelangen. Dadurch kommt es zu Zwietracht in der Bürgerschaft. Der schlechtere Teil der Oberschicht drängt zum Besitz von Land, Gold und Silber, der bessere Teil widersetzt sich dem, muss aber einen Kompromiss schließen, um einen Bürgerkrieg zu vermeiden. Gold und Silber bleiben der Oberschicht zwar verboten, aber Land und Häuser, die bisher den Bauern und Gewerbetreibenden gehörten, werden unter den Kriegern aufgeteilt. Der unterste Stand, der weiterhin die Last der Produktion zu tragen hat, wird unterjocht; aus freien Bauern werden Knechte. So wird aus der Aristokratie eine Timokratie, eine „Herrschaft der Angesehenen“, wobei das Ansehen nicht wie bisher von der Leistung, sondern vom Grundbesitz abhängt. Es entstehen Verhältnisse, wie sie in Sparta und den kretischen Städten zu beobachten sind. Militärische Belange treten in den Vordergrund. Leidenschaftliche Geldgier macht sich geltend, heimlich wird das Edelmetallverbot missachtet. Die Merkmale des in dieser Staatsordnung dominierenden Charaktertyps sind Streitsucht und Ehrgeiz. In der Seele entspricht diesem Zustand die Vorherrschaft des muthaften Teils.

#### Oligarchie
Die nächste Stufe des Prozesses ist die Entstehung einer oligarchischen Verfassung. Die Oligarchie, wörtlich „Herrschaft von Wenigen“, beruht auf dem Grundsatz, dass die Macht an die Finanzkraft gekoppelt ist. Die Anhäufung von Geldvermögen wird nicht nur generell zugelassen, sondern ermutigt, denn der Reichtum wird zum Kriterium für den Einfluss im Staat erhoben. Die Gesellschaft ist nun nicht mehr in Stände mit unterschiedlichen Aufgaben und Qualifikationsanforderungen gegliedert, sondern in Vermögensklassen. Die oberste Vermögensklasse regiert, sozialer Aufstieg hängt vom Besitz ab. Infolgedessen dominiert in der gesamten Gesellschaft ein ungehemmtes Bereicherungsstreben. Arme und Reiche treten einander wie feindliche Parteien gegenüber. Ämter werden nicht mehr nach Qualifikation besetzt, Bettlerwesen und Verbrechertum breiten sich aus, Wucher wird praktiziert. Der habgierige, unsoziale, zur Unehrlichkeit neigende und um sein Vermögen zitternde Geschäftsmann und der zügellose, im Luxus aufgewachsene junge Verschwender sind die markanten Typen, die diese Gesellschaft prägen. Die Oberschicht ist parasitär. In den Seelen herrscht der triebhafte, begehrende Seelenteil, wenngleich die herrschenden Oligarchen den Anschein der Redlichkeit wahren und einen Teil ihrer Begierden unterdrücken.

#### Demokratie
Die nächste Stufe der historischen Entwicklung ist für Sokrates die Demokratie, die Staatsform seiner Heimatstadt Athen. Den Keim zu ihrer Entstehung bilden die sozialen Spannungen im oligarchischen Staat, in dem immer mehr Bürger in die Verschuldung und Armut absinken. Die Armen sind erbittert. Sie erkennen die Schwäche der oligarchischen Herrenschicht, der die Kampfkraft abhandengekommen ist. Davon ermutigt führen sie einen Umsturz herbei, was nicht ohne Blutvergießen abgeht.
Nach der neuen demokratischen Verfassung werden die Ämter gewöhnlich durch Losentscheid vergeben, ein Qualifikationsnachweis ist nicht erforderlich. Neben der Redefreiheit genießen die Bürger zahlreiche weitere Freiheiten; niemand muss in den Krieg ziehen oder ein Amt übernehmen, alles geschieht auf freiwilliger Basis. Gesetzliche Vorschriften werden missachtet, verhängte Strafen teils nicht vollstreckt, wodurch die Gesellschaft einen anarchischen Zug erhält. Übermut, Verschwendungssucht, Schamlosigkeit und Haltlosigkeit kennzeichnen die Lebensweise der tonangebenden Kreise in der demokratischen Gesellschaft.

#### Der Untergang der Demokratie
Als letztes Stadium geht aus der Demokratie die Tyrannenherrschaft hervor. Das Hauptmerkmal der demokratischen Gesinnung, der unbeschränkte Freiheitswille, wird den Demokraten letztlich zum Verhängnis, da sich die Freiheit zur Anarchie steigert. Der demokratische Bürger ist nicht gewillt, eine Autorität über sich anzuerkennen. Die Regierenden schmeicheln dem Volk. Niemand ist bereit sich unterzuordnen. Ausländer sind den Stadtbürgern gleichberechtigt, Kinder gehorchen nicht, sie respektieren weder Eltern noch Lehrer, und sogar Pferde und Esel schreiten frei und stolz einher und erwarten, dass man ihnen aus dem Weg geht.
Dieser Zustand der höchsten Freiheit schlägt schließlich in die härteste Knechtschaft um. Den Ausgangspunkt der Wende bildet der Gegensatz zwischen Armen und Reichen, der weiterhin besteht, aber nun nicht mehr wie in der Oligarchie von der herrschenden Doktrin legitimiert wird. Die Vermögensunterschiede stehen im Gegensatz zum demokratischen Gleichheitsdenken. Die Masse der relativ Armen ist sich ihrer Macht im demokratischen Staat bewusst. Gern folgt sie einem Agitator, der eine Umverteilung des Reichtums fordert, die Reichen einer oligarchischen Gesinnung beschuldigt und entschlossene Anhänger um sich schart. Dadurch sehen sich die Besitzenden bedroht, sie beginnen tatsächlich oligarchische Neigungen zu entwickeln und trachten dem Agitator nach dem Leben. Dieser lässt sich nun zu seinem Schutz vom Volk eine Leibwache bewilligen, womit er sich eine Machtbasis verschafft. Die Reichen fliehen oder werden umgebracht. Der Weg zur Alleinherrschaft des Agitators, der nun zum Tyrannen wird, ist frei.

#### Die Entwicklung der Tyrannis
In der Anfangsphase seiner Herrschaft tritt der neue Tyrann volksfreundlich auf. Er verhält sich milde, erlässt Schulden, verteilt konfisziertes Land und belohnt seine Anhänger. Nachdem er seine Herrschaft stabilisiert und einige Gegner beseitigt hat, ist sein nächster Schritt, einen Krieg zu beginnen. Damit lenkt er die Aufmerksamkeit auf einen äußeren Feind, demonstriert seine Unentbehrlichkeit als Befehlshaber und verhindert, dass sich eine Opposition gegen ihn formiert. Mögliche Gegner räumt er aus dem Weg, indem er sie an die Front schickt. Jeder Tüchtige, ob Freund oder Feind, erscheint ihm als Gefahr, die beseitigt werden muss. Da sich in der Bürgerschaft zunehmend Hass auf den Tyrannen ansammelt, verstärkt er seine Leibgarde mit Söldnern und ehemaligen Sklaven, die ihm persönlich ergeben sind. Der Unterhalt dieser Truppe verursacht hohe Kosten. Zu deren Deckung werden zunächst die Tempel geplündert, dann Steuern erhoben. Das Volk ist aus der maßlosen Freiheit in die übelste und bitterste Sklaverei geraten. Bei den Tragödiendichtern findet der Tyrann allerdings Beifall, denn sie bekommen von ihm Honorare und Ehren.

#### Analyse der Persönlichkeitsstruktur des Tyrannen
Im neunten Buch der Politeia geht Sokrates zu einer ausführlichen Beschreibung der Persönlichkeit des Tyrannen über. Davon ausgehend wendet er sich der Frage zu, wie Gerechtigkeit und Ungerechtigkeit mit Glück und Unglück zusammenhängen.
Einleitend weist Sokrates auf die wilden, tierischen Triebe hin, die jedem Menschen angeboren seien. Sie könnten in Träumen, wenn die Hemmung durch die Vernunft wegfalle, unverhüllt hervortreten, etwa indem der Träumende einen Inzest oder Mord begehe. Nach Sokrates’ Darstellung erhalten diese Triebe in manchen jungen Männern, die in einem demokratischen Staat orientierungslos aufwachsen, eine besondere perverse Ausprägung. Das geschieht, wenn Trunksucht, erotische Süchtigkeit und eine Gemütskrankheit, die Melancholie, zusammentreffen. Diese Konstellation schafft die Disposition zum Tyrannen. Kostspielige Ausschweifungen brauchen die Geldmittel des Jünglings auf, er gerät in Schulden und greift daher nach dem elterlichen Besitz, den er sich durch Diebstahl und Betrug oder sogar gewaltsam aneignet. Vielfache Raubtaten folgen. Ähnlich Gesinnte machen ihn zu ihrem Anführer, wenn er die stärkste Tyrannenpersönlichkeit unter ihnen ist. Freundschaft mit seinen Gefährten und Treue zu ihnen kennt er aber nicht, da er niemandes Freund sein kann, sondern nur entweder Herr oder Knecht. Schließlich ergreift er die Macht und versklavt seine Heimatstadt.
Glücklich kann der Tyrann dabei nicht sein, denn das Unglück, das er über seine Mitbürger bringt, spiegelt sich in seiner eigenen Seele. Diese ist ebenso beschaffen wie der von ihm regierte Staat: Der beste Teil in ihr ist geknechtet und der übelste und verrückteste herrscht. Daher kann sie nicht tun, was sie eigentlich will, sondern wird zum Spielball heftiger, quälender Impulse: der Furcht und der Reue und der Raserei der Begierden. Das bedeutet, dass sie von Leid erfüllt ist. Der Tyrann ist der unglücklichste Mensch. Er sitzt faktisch in einem Gefängnis, da er von lauter Gefahren umgeben ist und sich auf niemand wirklich verlassen kann. Sicherheitsbedenken schränken seine Bewegungsfreiheit ein, an eine Auslandsreise kann er nicht denken. Bei ihm ist die natürliche Rangordnung der Lüste in ihr Gegenteil verkehrt: Die wahre Lust, die nur Weisheit dem Menschen verschaffen kann, ist ihm völlig unbekannt und unerreichbar, und die niedrigsten Lüste, die gänzlich illusorisch sind, beherrschen sein Leben. Den Gegenpol dazu bildet der Philosoph, der alle Lüste aus Erfahrung kennt und beurteilen kann und die beste gewählt hat. Er ist der glücklichste Mensch. Wenn er sich politisch betätigt, orientiert er sich am Ideal des besten Staates. Nur für dieses interessiert er sich, auch wenn es nirgends verwirklicht ist; es ist gleichsam als „Musterbild im Himmel“ aufgestellt für den, der es sehen will.

### Staat und Dichtung im Licht der Ideenlehre (Buch X)
Nach der Besprechung der Staatsformen und Charaktertypen kommt Sokrates auf die Rolle der Dichtung zurück. Die Analyse der Seelenteile bestärkt ihn in seiner Überzeugung, dass die Dichtung, soweit sie nachahmende Kunst ist, eine verderbliche Wirkung hat und in einem gut organisierten Staat nicht zugelassen werden darf. Zur schädlichen Dichtung zählt Sokrates auch die Epen Homers, was er allerdings wegen der ungeheuren Autorität dieses Dichters nur zögernd vorbringt.
Bei der Begründung dieser schockierenden These kommt wiederum die Ideenlehre ins Spiel, die nun näher erläutert, aber nicht systematisch ausgeführt wird. Ihr zufolge haben alle einzelnen, vergänglichen Sinnesobjekte – als Beispiele nennt Sokrates Stühle und Tische – Urbilder, das heißt vollkommene, unveränderliche geistige Muster, nach denen sie gestaltet sind. Jede Art von Objekten hat ein eigenes Urbild, die ihr zugeordnete „platonische Idee“. So ist das Urbild aller Tische die Idee des Tisches; an ihr orientiert sich der Schreiner, wenn er einen Tisch anfertigt.
Wenn nun ein Maler einen Stuhl malt, so orientiert er sich dabei im Gegensatz zum Schreiner nicht an der Idee des Stuhls, sondern an einem physischen Stuhl, dessen Bild er auf eine Fläche projiziert. Das heißt, er erzeugt ein Abbild eines Abbilds, also etwas, was wesentlich unvollkommener und dem Original – der Idee – ferner ist als das, was ihm als Vorbild dient. Das zweidimensionale Gemälde ahmt nicht den dreidimensionalen Stuhl nach, sondern dessen Erscheinungsbild. Dies gilt nicht nur für die Malerei, sondern für alle nachahmenden Künste, auch für die Dichtung. Wenn beispielsweise Homer in einem Epos die Taten eines Feldherrn schildert, bildet er dichterisch dessen Eigenschaften ab, die ihrerseits Abbilder der ihnen zugeordneten Ideen sind. Der Dichter erzeugt also Abbilder von Abbildern. An die Stelle von Taten treten Worte. Homer selbst war kein Feldherr und verstand nichts von Kriegskunst. Er konnte die Großtaten, die in seinem Epos beschrieben sind, nicht ausführen; anderenfalls hätte er selbst solche Taten vollbracht, statt Leistungen anderer zu preisen. Die Dichter praktizieren und verstehen das, was sie darstellen, nicht selbst, sie sind keine Fachleute. Sie können zwar schildern, aber weder vollbringen noch erklären. Daher kommt ihnen keine Autorität zu. Außerdem wirken ihre Werke auf den unvernünftigen Seelenbereich ein und verleiten das Publikum zum Kultivieren fragwürdiger Affekte. Die einzige Dichtung, die Sokrates gutheißt, sind Götterhymnen und Loblieder auf vorbildliche Persönlichkeiten.

### Der Gesichtspunkt der Unsterblichkeit (Buch X)

#### Die Unsterblichkeit der Seele
Zum Schluss kommt Sokrates auf die Unsterblichkeit der Seele zu sprechen. Sie bildet aus seiner Sicht den Hintergrund der Bemühungen um Tugend und Tüchtigkeit, stellt sie in einen größeren Zusammenhang und verleiht ihnen einen tieferen Sinn, den es sonst wegen der Kürze des Lebens nicht gäbe.
Einen Hinweis auf die Unsterblichkeit bietet das Verhältnis der Seele zu den Übeln, von denen sie betroffen ist. Das Merkmal der vergänglichen Dinge ist, dass die Übel, die sie befallen, sie nicht nur schädigen, sondern auch zerstören können. So zerstört eine Krankheit den Leib, der Mehltau das Getreide, die Fäulnis das Holz, der Rost das Eisen. Diesen Übeln entsprechen bei der Seele Ungerechtigkeit, Zuchtlosigkeit, Feigheit und Unwissenheit. Der Unterschied zu den materiellen Objekten ist jedoch, dass die schädlichen Faktoren die Seele zwar moralisch schwer beeinträchtigen, aber nicht auflösen können. Sie geht daran nicht zugrunde, sie stirbt nicht an der Ungerechtigkeit. Ihre Übel setzen ihr äußerlich zu und umgeben sie wie eine dicke Kruste, von der sie entstellt wird, können sie aber nicht vom Sein ins Nichtsein überführen. Die Kruste kann entfernt werden.

#### Der Mythos vom Schicksal im Jenseits und im Diesseits
Die Ausführungen über die Unsterblichkeit rundet Sokrates mit einem Jenseitsmythos ab. Dieser drückt auf anschauliche Weise aus, dass die Gerechten im Jenseits belohnt und die Ungerechten zur Verantwortung gezogen werden. Zwar bedarf die Gerechtigkeit keiner Belohnung, da sie selbst der Lohn der Gerechten ist, doch erhalten die Seelen der Guten von den Göttern die Wertschätzung, die ihnen gebührt.
Der Mythos handelt von der Jenseitserfahrung eines Kriegers, des Pamphyliers Er, der im Kampf gefallen war. Seine Leiche wurde zur Feuerbestattung vorbereitet, doch als sie schon auf dem Scheiterhaufen lag, kehrte die Seele in den Leib zurück und Er wurde wieder lebendig. Nun erzählte er, was seine Seele im Jenseits erlebt hatte. Zusammen mit anderen Verstorbenen war sie vor ein Totengericht gekommen, das die Gerechten von den Ungerechten trennte. Im Unterschied zu den anderen empfing sie dort aber kein Urteil, sondern erhielt die Anweisung, zu beobachten und dann zurückzukehren und den Lebenden Bericht zu erstatten.
Nach der Darstellung des Er werden die Seelen der Gerechten in den Himmel geschickt, die der Ungerechten in ein unterirdisches Totenreich, wo es ihnen übel ergeht. In diesen Bereichen des Jenseits bleiben sie, bis sie ihre Belohnungen oder Strafen empfangen haben, dann kehren sie zurück. Die aus beiden Bereichen Zurückkehrenden erzählen einander, was sie erlebt haben. Die Seelen, die zum Himmel aufsteigen, gelangen unterwegs zur „Spindel der Notwendigkeit“, einem gigantischen Instrument, das sich gleichförmig dreht. Durch die Spindel werden die Drehungen aller Himmelssphären um die Erde, den Mittelpunkt des Universums, in Gang gehalten. Dort sitzen die drei Moiren (Schicksalsgöttinnen) Klotho, Lachesis und Atropos.
Lachesis nimmt die Seelen, die ihren Jenseitsaufenthalt beendet haben, gruppenweise in Empfang. Die zurückkehrenden Seelen müssen im Rahmen der Seelenwanderung wieder in irdische Leiber eintreten. Es gibt jeweils eine Anzahl von vorgegebenen Rollen – künftigen Lebensumständen und Schicksalen –, die für eine Gruppe von Seelen zur Verfügung stehen, und die Zahl der Rollen ist viel größer als die der Seelen. Die Zuteilung erfolgt durch ein Verfahren, das Verlosung und Auswahl mischt. Jede Seele erhält ein Los. Die Lose enthalten die Reihenfolge, in der die Seelen aus der Menge der Lebensrollen jeweils eine für sich auswählen können. Wer das beste Los erhält, kommt als Erster an die Reihe und hat somit freie Wahl; der Letzte muss mit einer Rolle Vorlieb nehmen, die niemand sonst gewollt hat.
Die Rolle der letzten Seele ist zwar von den anderen verschmäht worden, aber das bedeutet nicht, dass sie schlecht ist. Manche Seelen treffen eine törichte Wahl und fügen sich selbst damit schweren Schaden zu. So beobachtete Er, dass der, der das beste Los zog, sich leichtsinnig das verhängnisvolle Dasein des größten Tyrannen aussuchte, da er von der Macht fasziniert war. Seelen, die aus dem Himmel zurückkehren, wählen oft unüberlegt, da sie sorglos sind, während die aus der Unterwelt Zurückkehrenden meist umsichtig entscheiden, da das erlittene und bei anderen miterlebte Leid sie nachdenklich gemacht hat.
Sokrates beendet die Erzählung des Mythos mit der Ermahnung, stets Gerechtigkeit zu üben und der Vernunft zu folgen.

## Politischer und philosophischer Gehalt
Ein Hauptthema der Forschungsdiskussion ist die Frage, ob das Modell des Idealstaats als reine Utopie gedacht war, deren Verwirklichung Platon nicht ernstlich in Betracht gezogen hat, oder ob er beabsichtigt hat, die Umsetzung als praktikabel erscheinen zu lassen. Darüber gehen die Meinungen weit auseinander. Für beide Interpretationsweisen bietet der Text Anhaltspunkte. Die Frage der Praktikabilität wird im Dialog verschiedentlich erörtert, wobei unterschiedliche Sichtweisen zur Geltung kommen. Das Spektrum der modernen Deutungen reicht von der Annahme, dass Platon die Undurchführbarkeit aufzeigen wollte, bis zur Hypothese, dass er eine konkrete Handlungsvorlage für eine zeitgenössische Verfassungsreform geben wollte. Einige Interpreten, darunter Leo Strauss, sind sogar der Ansicht, es handle sich um eine „Antiutopie“, die Platon weder für möglich noch für wünschenswert gehalten habe; seine Darstellung des utopischen Staates als Ideal sei ironisch zu verstehen. Einer Forschungsrichtung zufolge war Platons Hauptanliegen nicht politisch, sondern ethisch; das Staatsmodell ist nicht als politisches Programm, sondern als Symbol für erstrebenswerte innerseelische Verhältnisse zu verstehen.
Lebhaft diskutiert wird auch die Interpretation der fundamentalen Dichterkritik von Platons Sokrates. Diese macht einen zwiespältigen Eindruck. Sokrates weist auf einen „alten Streit“ hin, der zwischen Philosophie und Dichtung bestehe. Einerseits trägt er seine Dichterkritik wiederholt mit großem Nachdruck vor und begründet sie eingehend, andererseits relativiert er sie: Er bekennt, dass er seit seiner Jugend Liebe und Ehrerbietung für Homer empfinde, drückt sein Bedauern darüber aus, dass für die Dichter im Idealstaat kein Platz sei, und betont, dass er sich gern überzeugen lasse, falls es Dichtern oder Dichterfreunden gelinge zu zeigen, dass die Dichtung doch eine nützliche Funktion in der Gesellschaft erfülle.
Ein Thema moderner philosophischer Debatten ist die Bedeutung der von Sokrates empfohlenen „edlen Lüge“, der Erfindung von Mythen und unzutreffenden Behauptungen durch die Philosophenherrscher zum Zweck einer heilsamen Einflussnahme auf die Gemüter der Regierten. Diese Problematik ist in die Frage nach dem philosophischen Verständnis von Wahrheit und Fiktionalität eingebettet. Dabei geht es um die Funktion der Mythen in Platons Diskurs, das Verhältnis zwischen buchstäblicher und symbolischer Wahrheit und das Spannungsverhältnis zwischen der „edlen Lüge“ und der von Platon ebenfalls empfohlenen Wahrheitsliebe. Platon akzeptiert und empfiehlt Mythen und im buchstäblichen Sinn unzutreffende Behauptungen, wenn sie im Dienst einer aus seiner Sicht höherrangigen Wahrheit stehen. Die höherrangige philosophische Wahrheit ist an und für sich gut und immer erstrebenswert. Nichtphilosophische Wahrheiten hingegen sind nach ihrem jeweiligen Nutzen zu beurteilen; sie sind nur dann wertvoll, wenn sie ein tugendhaftes Verhalten fördern.
Kai Trampedach weist auf die „Antipolitik“ des Idealstaats hin, der sich im schärfsten Widerspruch zum gemeingriechischen Begriff des Politischen befinde, da er Bürgerstatus, Waffendienst und Herrschaftsbefugnis restlos und grundsätzlich voneinander scheide. Nicht nur im untersten Stand, sondern auch bei den Wächtern habe das eigentlich Politische keinen Raum, und sogar bei den Herrschern fehle ein Raum kommunikativer Entscheidungsfindung. Der aufgrund des Wissens bestehende Konsens der Philosophenherrscher lasse der Politik keinen Ansatzpunkt und mache politische Institutionen überflüssig.
Kontrovers diskutiert wird Platons Verständnis der Rolle der Frau in Staat und Gesellschaft. Eine Forschungsrichtung, deren Wortführer Gregory Vlastos ist, betrachtet ihn als „Feministen“. Andere Forscher, insbesondere Julia Annas, widersprechen dieser Bezeichnung nachdrücklich. Wesentlich ist hierbei, wie man den Begriff Feminismus definiert. Im heute üblichen Sinn des Begriffs ist Platons Position nicht feministisch, doch nach dem Maßstab der damaligen Verhältnisse und Denkweisen erscheint er als Befürworter einer Frauenemanzipation, denn er wollte den Frauen den Zugang zu allen Ämtern im Idealstaat öffnen. In Anbetracht des damaligen Status der Frauen waren Platons Vorschläge umwälzend, denn im demokratischen Athen konnten Frauen nicht an der Volksversammlung teilnehmen oder politische Ämter ausüben. Außerdem war in der Oberschicht die Rolle der Frauen weitgehend auf die Erfüllung häuslicher Aufgaben beschränkt und sie hatten kaum Bildungsmöglichkeiten. Für die Wächterinnen im Idealstaat hingegen war Einbeziehung ins öffentliche Leben vorgesehen.
Die Abschaffung des Privateigentums bei den Wächtern und den Herrschern wird oft mit der Ökonomie des modernen Kommunismus verglichen. In diesem Zusammenhang ist Platon als „erster Kommunist“ bezeichnet worden. In der neueren Forschung wird aber betont, dass im Idealstaat der unterste Stand, der für die gesamte Güterproduktion zuständig ist, privatwirtschaftlich organisiert ist und insbesondere keinerlei Kollektivierung der Landwirtschaft vorgesehen ist. Daher ist die Bezeichnung „Kommunismus“ unpassend.
Von zentraler Bedeutung ist Platons Definition der Gerechtigkeit als Ordnungsprinzip in der Seele und infolgedessen auch im Staat. Dadurch unterscheidet sich sein Gerechtigkeitsbegriff grundlegend von allen Ansätzen, die Gerechtigkeit mit Bezug auf soziales Verhalten definieren. Zwar ergibt sich für Platon aus dem Vorhandensein gerechter Ordnung zwangsläufig ein tugendhaftes soziales Handeln, doch konstituiert dieses nicht die Gerechtigkeit, sondern ist nur eine Auswirkung von ihr. Als ein weiteres zentrales Thema in der Politeia kann in diesem Zusammenhang das Problem der Pleonexia, des ewigen Mehrhabenwollens gesehen werden. Es wird bereits in Buch I thematisiert, wenn Sokrates dort im Gespräch mit Kephalos den greisen, schon an der Schwelle zum Jenseits stehenden Kephalos für seine offensichtlich fehlende Geldgier lobt (330a7–5), und kurz darauf der stürmisch-aggressiv das Gespräch an sich reißende Sophist Thrasymachos – als Vertreter der Ungerechtigkeit und Gegenfigur zu Sokrates – Gerechtigkeit als den bloßen Vorteil des Stärkeren preist, worin er die Grundspur zum entfesselten Eigennutz und damit zur Pleonexia legt.
Umstritten ist, ob Platons Sokrates bei seiner Verteidigung der Gerechtigkeit einen Fehlschluss aufgrund von Homonymie („fallacy of equivocation“) begeht, indem er den Begriff „Gerechtigkeit“ in seiner Argumentation nicht immer im selben Sinn gebraucht, sondern teils im Sinn des damals gängigen Verständnisses („vulgar justice“), teils im Sinne seines eigenen („Platonic justice“).
Eine wesentliche Neuerung in der Politeia ist die Einführung des Modells der dreigeteilten Seele. In früheren Werken hatte Platon die Seele als Einheit behandelt. Die eingehende Begründung des neuen Modells, das die irrationalen Kräfte in der Seele erklären soll, ist wohl auf die Neuartigkeit des Gedankens zurückzuführen. Schwierig zu bestimmen ist das Verhältnis des Dreiteilungsmodells zur Unsterblichkeitslehre; intensiv diskutiert wird die Frage, wie Platon die Dreiteiligkeit der Seele mit ihrer Einheit, Unzerstörbarkeit und körperfreien Existenz vereinbart hat.

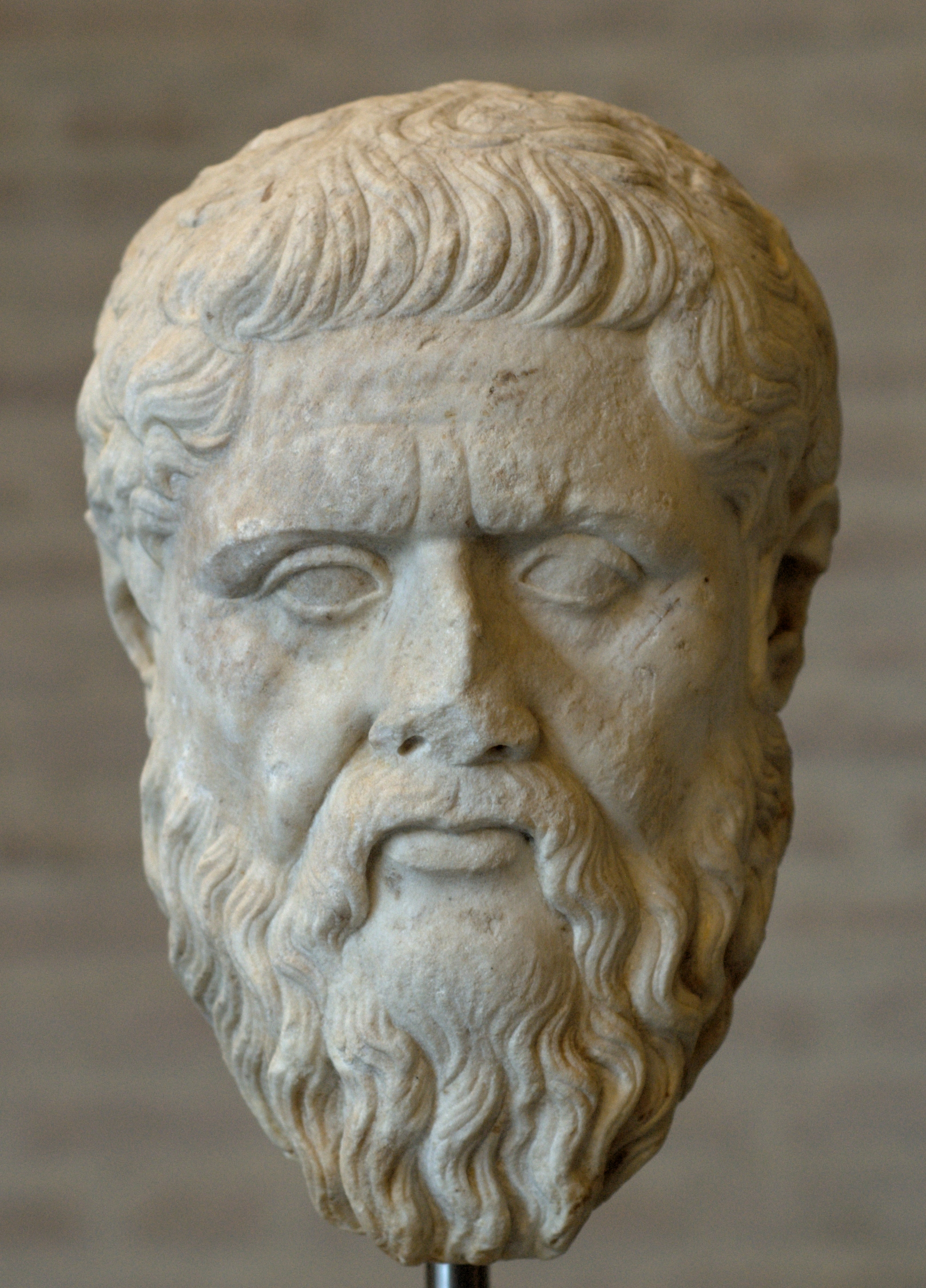
Platon (römische Kopie des griechischen Platonporträts des Silanion, Glyptothek München)

## Entstehung und historischer Hintergrund
Die Umstände und Phasen der Entstehung des Werks und damit auch der in Betracht kommende Zeitraum sind schwer zu ermitteln und stark umstritten. Verbreitet ist in der Forschung die Ansicht, dass Platon über einen längeren Zeitraum daran gearbeitet hat. Verschiedentlich ist versucht worden, einzelne Entstehungsphasen zu rekonstruieren. Viel Anklang hat die Hypothese gefunden, dass das erste Buch, das stilistische Besonderheiten aufweist, deutlich früher als der Rest geschrieben wurde. Auf Widerspruch ist hingegen die weiter reichende Vermutung gestoßen, das erste Buch sei ursprünglich als eigenständiger Dialog mit dem Titel Thrasymachos konzipiert worden. Eine andere Hypothese weist dem letzten Buch eine Sonderstellung zu; es sei nachträglich hinzugefügt worden. Diese Meinung wird aber in der neueren Forschung nur von einer Minderheit vertreten.
Übereinstimmung besteht darüber, dass die Politeia in Platons mittlere Schaffensperiode gehört. Sofern das erste Buch ursprünglich als separates Werk entstanden ist, kann es in die Nähe der frühen Dialoge gerückt werden. Den Hauptteil setzen die meisten Datierungsansätze in den Zeitraum zwischen ca. 390 v. Chr. und ca. 370 v. Chr.; vereinzelt ist für das letzte Buch späte Entstehung (nach 370) angenommen worden.
Die heute übliche Einteilung des Dialogs in zehn Bücher stammt nicht von Platon. Sie wirkt künstlich und ist vor dem Beginn der römischen Kaiserzeit nicht bezeugt. Eine ältere Einteilung in sechs Bücher geht auf den Gelehrten Aristophanes von Byzanz zurück, der im späten 3. und frühen 2. Jahrhundert v. Chr. tätig war.

## Textüberlieferung

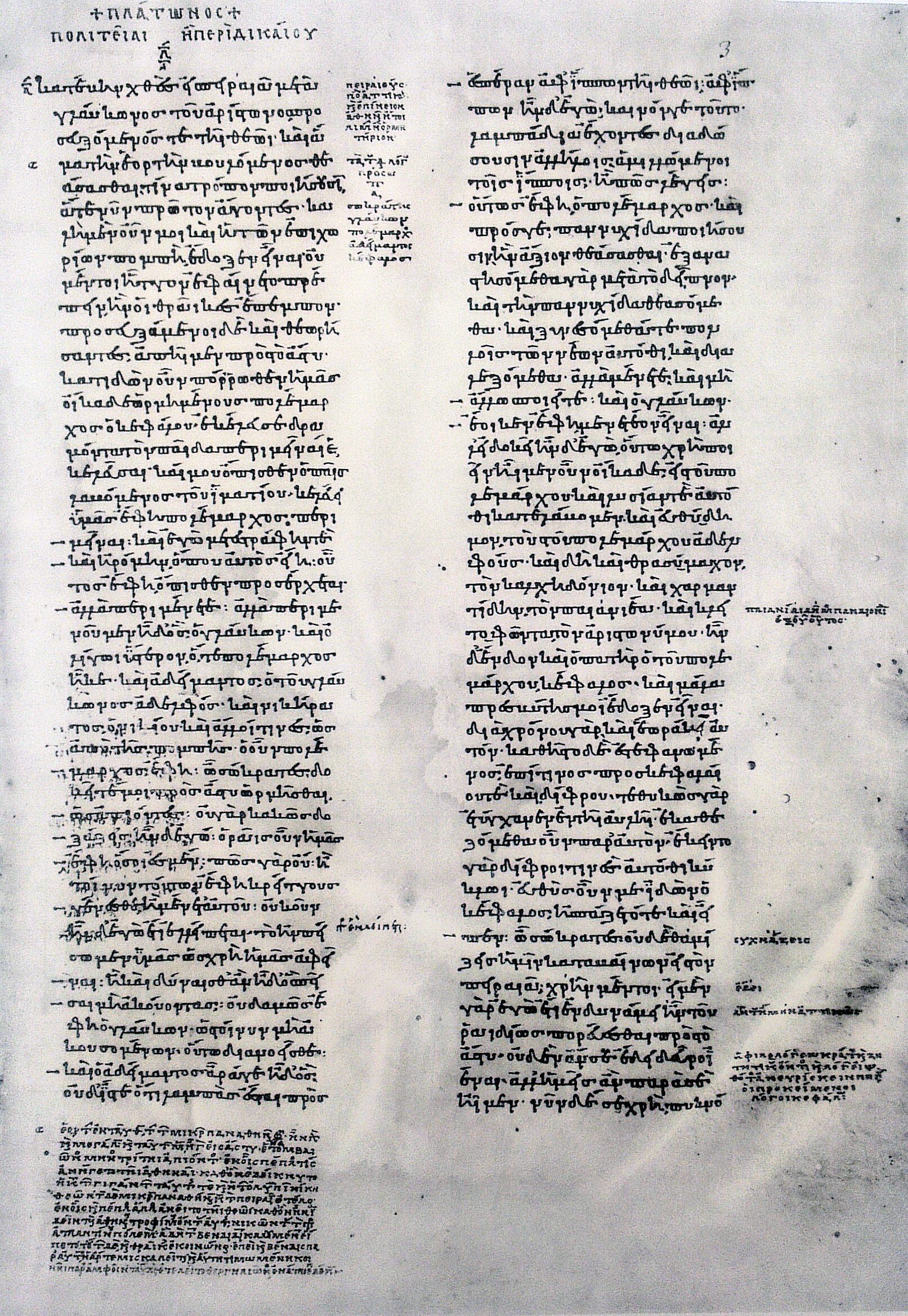
Der Anfang der Politeia in der ältesten erhaltenen mittelalterlichen Handschrift: Paris, Bibliothèque Nationale, Gr. 1807 (9. Jahrhundert)

Aus der Antike sind nur einige Papyrus-Fragmente aus der römischen Kaiserzeit sowie ein kleines Fragment einer schlechten koptischen Übersetzung aus der Sammlung der Nag-Hammadi-Schriften erhalten.
Die 53 mittelalterlichen und frühneuzeitlichen Handschriften, die den Text ganz oder teilweise überliefern, stammen größtenteils aus dem Zeitraum vom 13. bis zum 16. Jahrhundert. Die älteste von ihnen, der „Codex A“, entstand im 9. Jahrhundert im Byzantinischen Reich.

## Rezeption
Sowohl in der Antike als auch in der Neuzeit bis in die Gegenwart hat die Politeia eine intensive Nachwirkung entfaltet. Besondere Beachtung finden dabei seit jeher die Gütergemeinschaft, die Aufhebung der Familie, die Philosophenherrschaft und die vernichtende Kritik an den Dichtern. Sie haben zu einer Vielzahl von Urteilen und Kontroversen Anlass gegeben.

### Antike
Schon in der Antike galt die Politeia als eines der wichtigsten Werke Platons. Sein Schüler Aristoteles betrachtete das Staatsmodell nicht als Gedankenexperiment, sondern kritisierte es als ernst gemeintes politisches Projekt. Die tiefe Meinungsverschiedenheit der beiden Philosophen betraf nicht nur die Umsetzung des Vorhabens, sondern schon die Zielsetzung. Aristoteles hielt das Ziel, im Staat Einheit herzustellen, für prinzipiell verfehlt, denn ein Staat könne nicht in dem von Platon gemeinten Sinne eine Einheit sein. Das Vorhaben, zwecks Schaffung eines Einheitsbewusstseins Besitzunterschiede und familiäre Bindungen zu beseitigen, sei zum Scheitern verurteilt, denn Menschen ohne Privatbesitz und Familie würden ihre Loyalität nicht der staatlichen Gemeinschaft zuwenden, sondern im Gegenteil kein Interesse am Gemeinwohl und an der nächsten Generation zeigen. Die Aufhebung des Privatbesitzes widerspreche einem Grundzug der menschlichen Natur und verunmögliche die Freigebigkeit. Außerdem lehnte Aristoteles die Ideenlehre ab. Er kritisierte, Platon habe es versäumt, die Erziehung und die politischen und ökonomischen Verhältnisse der Bauern und Handwerker zu klären; es müsse zu Konflikten zwischen den Erwerbstätigen und den Wächtern kommen. Die in der Politeia geschilderte Abfolge der Verfassungen hielt Aristoteles für willkürlich und schlecht begründet; empirisch seien auch andere Umschwünge zu beobachten.
Auch in der Schule des Aristoteles, dem Peripatos, setzte man sich mit der Politeia auseinander. Aristoteles’ Schüler Theophrast fertigte einen Auszug aus dem Dialog in zwei Büchern an, ein weiterer Aristoteles-Schüler, Klearchos von Soloi, verfasste eine Schrift Über das in Platons Politeia mathematisch Dargestellte. Zu den Platonikern, die in der Zeit des Mittelplatonismus die Politeia oder zumindest einen Teil des Dialogs kommentierten, zählten Derkylides, Theon von Smyrna, Lukios Kalbenos Tauros, Albinos, Numenios von Apameia und Harpokration von Argos. Alle Kommentare der Mittelplatoniker sind verloren; aus einigen sind vereinzelte Fragmente überliefert.
Zenon von Kition, der Begründer der Stoa, schrieb eine Politeia, ein heute bis auf Fragmente verlorenes Jugendwerk, das offenbar seine Antwort auf Platons Staatsmodell war.
Im Zeitalter des Hellenismus und in der römischen Kaiserzeit nahmen eine Reihe von Autoren kritisch zur Politeia Stellung. Teils wiesen sie auf die fehlende praktische Relevanz der Utopie hin (Polybios, Athenaios), teils entrüsteten sie sich über die Verbannung der Dichter aus dem Idealstaat. Kritiker von Platons dichtungsfeindlicher Haltung waren neben Athenaios der Stoiker Herakleitos, der sich in seinen Quaestiones Homericae äußerte, der Rhetor und Literaturkritiker Dionysios von Halikarnassos und der Redner Maximos von Tyros. Der Epikureer Kolotes von Lampsakos (* wohl um 320 v. Chr.), der als scharfer Gegner Platons hervortrat, verfasste eine Schrift gegen den Er-Mythos. Er meinte, dieser Mythos habe ursprünglich nicht von Er, sondern von Zarathustra gehandelt. Zarathustra sei der Erfinder der Erzählung, die Platon später adaptiert habe. Außerdem bemängelte Kolotes Platons Stil. Chrysippos von Soloi, der im späten 3. Jahrhundert v. Chr. Schulhaupt der Stoa war, schrieb eine gegen Platon gerichtete Abhandlung über die Gerechtigkeit, in der er einzelne in der Politeia dargelegte Positionen angriff.
Cicero orientierte sich in seinem Dialog De re publica am Vorbild von Platons Darstellung des Idealstaats. In seinen Tusculanae disputationes billigte Cicero die in der Politeia dargelegte Entscheidung, eine pädagogisch schädliche Dichtung nicht zuzulassen.
In der Tetralogienordnung der Werke Platons, die anscheinend im 1. Jahrhundert v. Chr. eingeführt wurde, gehört die Politeia zur achten Tetralogie. Der Philosophiegeschichtsschreiber Diogenes Laertios zählte sie zu den „politischen“ Schriften und gab als Alternativtitel „Über das Gerechte“ an. Dabei berief er sich auf eine heute verlorene Schrift des Mittelplatonikers Thrasyllos.
Der Stoiker Epiktet berichtet, dass die Politeia bei den Römerinnen wegen der Ausführungen über die Frauen eine beliebte Lektüre war.
Der im 2. Jahrhundert lebende Rhetor und Musiktheoretiker Dionysios von Halikarnassos, der nicht mit dem gleichnamigen Schriftsteller der augusteischen Zeit zu verwechseln ist, verfasste eine Schrift mit dem Titel Welche Stellen in Platons Politeia musikalisch zu verstehen sind, die fünf Bücher umfasste.
In der Frühzeit des Neuplatonismus wurde die Politeia eifrig studiert. Der Neuplatoniker Porphyrios schrieb ein großes Kommentarwerk zu dem Dialog. Amelios Gentilianos legte jedenfalls einzelne Stellen aus, doch ist unklar, ob seine überlieferten Äußerungen aus einem von ihm verfassten Kommentar stammen. In den Schulen der spätantiken Neuplatoniker Iamblichos und Proklos gehörte die Politeia wegen ihrer Länge nicht zum Lektürekanon, doch gab es auch Neuplatoniker, die sie im Unterricht behandelten. Iamblichos betrachtete sie als einen von pythagoreischem Einfluss geprägten Text. Syrianos schrieb einen Politeia-Kommentar in vier Büchern. Anscheinend hat auch Theodoros von Asine den Dialog ganz oder teilweise kommentiert. Proklos widmete der Politeia eine Reihe von 17 Einzelschriften, unter denen sein Kommentar zum Er-Mythos die weitaus umfangreichste ist. Die 17 Abhandlungen wurden wohl erst im 9. Jahrhundert zu einem Kommentar zusammengestellt. Die gängige Bezeichnung dieser Sammlung als „Politeia-Kommentar des Proklos“ ist daher ungenau. Da die spätantiken Neuplatoniker Homer sehr schätzten und als Autorität betrachteten, versuchten sie Platons Kritik an ihm zu relativieren. Mit Ausnahme der Politeia-Kommentierung des Proklos sind alle ihre Kommentare verloren.
Bei christlichen Autoren fand Platons Kritik an unwürdigen Darstellungen der Götter in den Mythen der Dichter Beifall, denn die Christen polemisierten heftig gegen die alte polytheistische Religion, die auf diesen Mythen fußte. Minucius Felix und Augustinus lobten unter diesem Gesichtspunkt Platons Angriff auf die Dichter. Schon im 1. Jahrhundert hatte der jüdische Schriftsteller Flavius Josephus in seinem Werk Contra Apionem geschrieben, Platons Verbot der herkömmlichen Dichtung im Idealstaat basiere auf seiner richtigen Meinung über Gott. Auch die Feststellung im Er-Mythos, die Gottheit könne nicht für die Schicksale der Menschen verantwortlich gemacht werden, da diese eine Folge der menschlichen Entscheidungsfreiheit seien, wurde in christlichen Kreisen mit Zustimmung zitiert. Entrüstung rief hingegen die für den Idealstaat geforderte Abschaffung der Monogamie hervor.

### Mittelalter
Byzantinische Gelehrte hatten Zugang zu dem Werk. Der Patriarch Photios I., der sich sehr für antike Literatur interessierte, äußerte sich mit Entrüstung über das Staatsmodell, das realitätsfern und voller Unmoral und Widersprüche sei.
Bei den lateinischsprachigen Gelehrten des Westens war der Text des Dialogs im Mittelalter unbekannt. Allerdings lag den spätmittelalterlichen Scholastikern die Politik des Aristoteles in der lateinischen Übersetzung vor, die Wilhelm von Moerbeke um 1260/1265 angefertigt hatte; auf diesem Weg erhielten sie einige Informationen über die Politeia. Daher nahmen sie Platons Konzept aus der Perspektive des Aristoteles wahr.

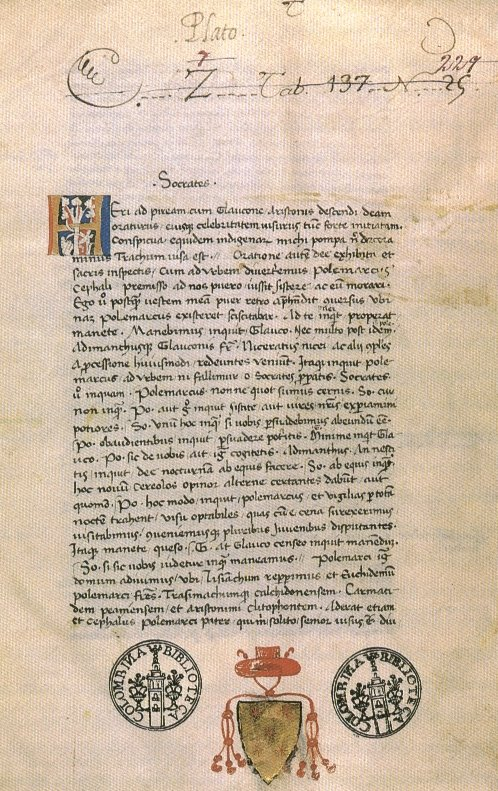
Der Anfang der Politeia-Übersetzung von Manuel Chrysoloras und Uberto Decembrio in der Handschrift Sevilla, Biblioteca Colombina y Capitular, 5-6-21, 15. Jahrhundert

Im arabischsprachigen Raum war der Inhalt der Politeia zumindest teilweise gut bekannt. Im 10. Jahrhundert berichtete der Gelehrte ibn an-Nadīm in seinem Kitāb al-Fihrist, es liege eine von Ḥunain ibn Isḥāq stammende arabische Übersetzung vor. Unklar ist allerdings, ob Ḥunain, der im 9. Jahrhundert lebte, tatsächlich das ganze Werk übersetzt hat. Möglicherweise meinte ibn an-Nadīm die arabische Übersetzung von Galens ausführlicher Zusammenfassung des Dialogs, die Ḥunain nach seinen eigenen Angaben angefertigt hat. Der namhafte Mathematiker und Astronom Ṯābit ibn Qurra († 901) schrieb eine Abhandlung über die Gleichnisse in der Politeia, die heute verloren ist. Im 12. Jahrhundert verfasste der Philosoph Averroes einen selektiven Politeia-Kommentar, der nur in einer spätmittelalterlichen hebräischen Übersetzung überliefert ist. Er bekannte sich darin ausdrücklich zu Platons Auffassung von der Rolle der Frau in der Gesellschaft, womit er sich in einen scharfen Gegensatz zur islamischen Tradition stellte.
Im Westen wurde die Politeia im Zeitalter des Renaissance-Humanismus wiederentdeckt. Die erste lateinische Übersetzung erstellte der byzantinische Gelehrte Manuel Chrysoloras zusammen mit seinem Schüler Uberto Decembrio 1400–1402. Ubertos Sohn Pier Candido Decembrio überarbeitete sie anhand des griechischen Originaltextes; 1440 beendete er seine Neufassung der lateinischen Politeia. Eine weitere lateinische Übersetzung stammt von dem Humanisten Antonio Cassarino († 1447).

### Frühe Neuzeit

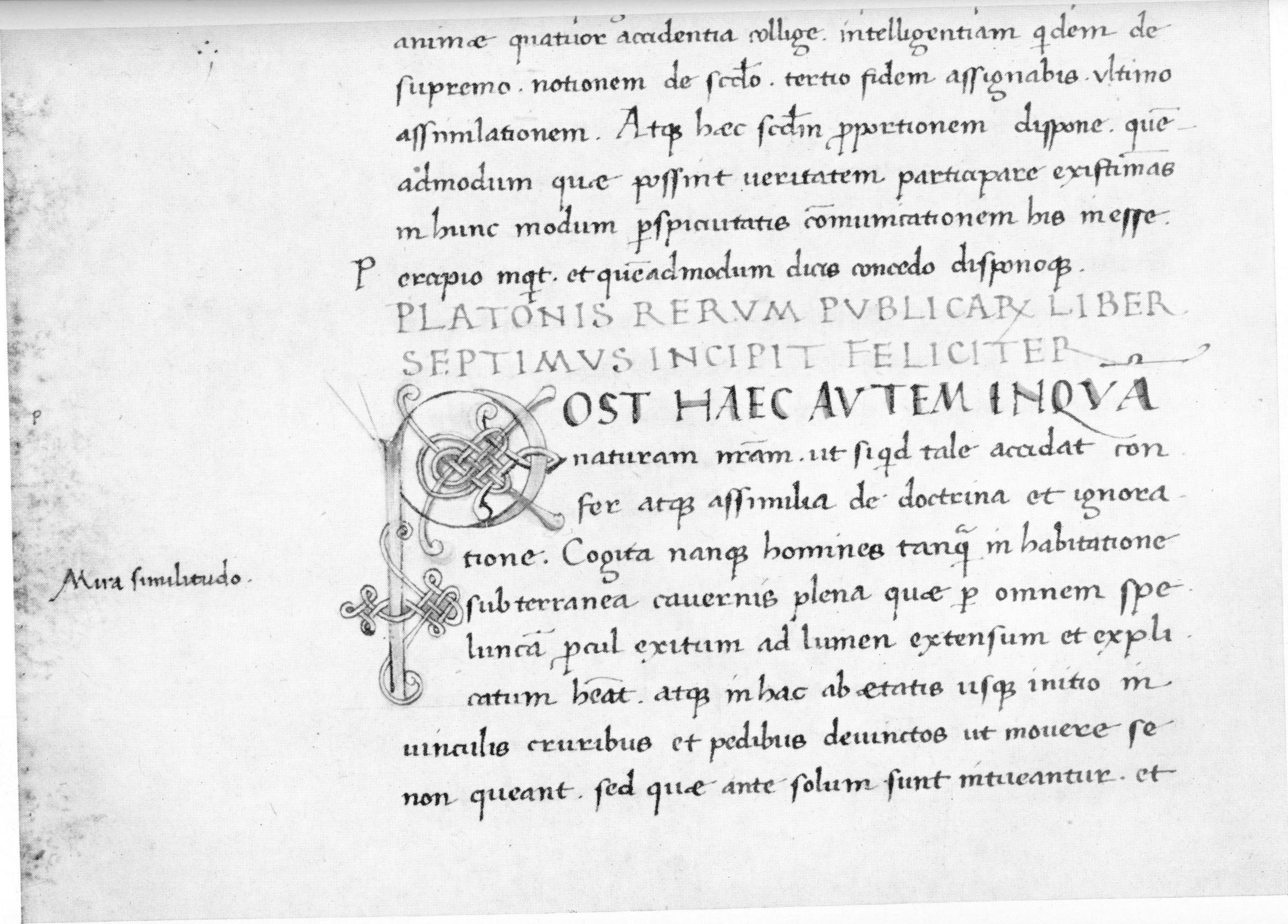
Eine Seite der lateinischen Politeia-Übersetzung des Humanisten Antonio Cassarino. Handschrift Rom, Biblioteca Apostolica Vaticana, Vat. Lat. 3346, fol. 153v (2. Hälfte des 15. Jahrhunderts)

Der berühmte Humanist Marsilio Ficino fertigte eine neue lateinische Übersetzung des Dialogs an, die erste, die gedruckt wurde. Er veröffentlichte sie 1484 in Florenz in der Gesamtausgabe seiner Platon-Übersetzungen. Ficino brachte das platonische Staatsideal mit christlichen Vorstellungen in Zusammenhang; die Abschaffung des Privateigentums betrachtete er als Befolgung eines von Gott stammenden Naturgebots, in Platons bestem Staat sah er ein irdisches Abbild des himmlischen Jerusalems.
Die Erstausgabe des griechischen Textes erschien im September 1513 in Venedig bei Aldo Manuzio als Teil der ersten Gesamtausgabe der Werke Platons. Der Herausgeber war Markos Musuros.
Der Staatstheoretiker Jean Bodin wandte sich gegen Platons Konzept einer Einheit der Bürger durch Aufhebung des Privatbereichs. Der private und der öffentliche Bereich seien in Wirklichkeit komplementär und bedingten einander.
Thomas More nahm in seinem 1516 veröffentlichten Dialog Utopia auf keine Schrift häufiger Bezug als auf die Politeia, an deren Vorbild er sich bei der Beschreibung der Lebensverhältnisse im fiktiven Staat Utopia anlehnte. In Mores Utopia besteht eine Gütergemeinschaft aller Bürger, nicht nur eines Standes. Die Frage, ob ein solcher konsequenter Verzicht auf Privateigentum praktikabel und wünschenswert ist, wird im Dialog kontrovers diskutiert, wobei sich der Befürworter der Gütergemeinschaft auf Platon beruft. Auch Utopisten des 17. Jahrhunderts (Tommaso Campanella, Johann Valentin Andreae, Gerrard Winstanley) entwarfen Modelle, die sich teilweise auf Gedankengut der Politeia zurückführen lassen. Den Hintergrund bildete wie bei Platon Kritik an den sozialen Verhältnissen der jeweiligen Gegenwart, deren Entwicklung als Desintegration des Gemeinwesens wahrgenommen wurde. Es wurde ein Zusammenhang zwischen Privatbesitz, sozialer Polarisierung und Verfall der Sitten hergestellt. Als Alternative konzipierten die Utopisten einen gerechten, wohlgeordneten Idealstaat, der Luxus verbietet und den Privatbesitz abschafft oder drastisch beschränkt. Campanella übernahm sogar Platons Beseitigung der Familie.
Jean-Jacques Rousseau schätzte die Politeia; er nannte sie die schönste Abhandlung über die Erziehung, die je geschrieben wurde. Außerdem berief er sich auf die Abschaffung der Familie im Idealstaat, um seine Weigerung, für seine Kinder Verantwortung zu übernehmen, zu rechtfertigen.
Der Philosoph Christian Wolff (1679–1754) stimmte Platons Forderung nach Philosophenherrschaft ausdrücklich zu. Da ihm aber die Unmöglichkeit einer Verwirklichung dieser Idee klar war, plädierte er für Beratung der Regenten durch Philosophen.
Immanuel Kant verwarf in seiner Schrift Zum ewigen Frieden den Gedanken der Philosophenherrschaft: „Daß Könige philosophiren, oder Philosophen Könige würden, ist nicht zu erwarten, aber auch nicht zu wünschen: weil der Besitz der Gewalt das freie Urtheil der Vernunft unvermeidlich verdirbt.“ In seiner Kritik der reinen Vernunft verteidigte Kant jedoch die Absicht Platons: Es sei falsch, die „Platonische Republik“ als „Beispiel von erträumter Vollkommenheit, die nur im Gehirn des müßigen Denkers ihren Sitz haben kann“ zu betrachten und „unter dem sehr elenden und schädlichen Vorwande der Unthunlichkeit“ zu missachten. Vielmehr sei das Ziel zu würdigen, eine „Verfassung von der größten menschlichen Freiheit“ zu schaffen, die bewirke, dass die Freiheit eines jeden mit der Freiheit der anderen zusammen bestehen könne. Dies sei „doch wenigstens eine nothwendige Idee“. Diese Idee solle man nicht nur einer Staatsverfassung, sondern allen Gesetzen zugrunde legen. Die größte Glückseligkeit werde aus der Befolgung dieses Grundsatzes von selbst folgen. Mit Recht behaupte Platon, dass bei solcher Gesetzgebung und Regierung Strafen im Idealfall überflüssig würden; zumindest würden sie bei Annäherung an das Ideal seltener werden. Nicht Mängel der menschlichen Natur stünden der Verwirklichung entgegen, sondern die bisherige „Vernachlässigung der ächten Ideen bei der Gesetzgebung“. Die „pöbelhafte Berufung auf vorgeblich widerstreitende Erfahrung“ sei kein Einwand gegen ein Staatsideal, sondern eines Philosophen unwürdig.

### Moderne
In der Moderne wird die Politeia oft als Platons bedeutendstes Werk eingeschätzt; sie ist aber auch – neben den Nomoi – das inhaltlich umstrittenste, sowohl wegen der stark ausgeprägten „autoritären“ Züge als auch wegen der Dichterkritik.

#### Allgemeine Würdigungen
In der Fachliteratur wird die Politeia häufig als Platons Hauptwerk bezeichnet. Der philosophische Gehalt des Dialogs wird auch von Kritikern des platonischen Staatsideals als bedeutend eingestuft. Olof Gigon fasst diesen Befund mit der Feststellung zusammen, die Politeia bringe wie kein anderer Dialog die Beweglichkeit, Vielseitigkeit und Kühnheit des platonischen Philosophierens zum Bewusstsein. Für Leo Strauss ist die Politeia das berühmteste politische Werk aller Zeiten. Sie biete eine einzigartig breite und tiefe Analyse des politischen Idealismus. Ernst Cassirer stellt fest, Platons Theorie des Gerechtigkeitsstaates sei „ein bleibendes Besitztum der menschlichen Kultur“ geworden.
Die literarische Qualität findet hohe Wertschätzung; die Politeia gilt als Meisterwerk der Weltliteratur. Gerühmt wird vor allem der kunstvolle Aufbau.
Als Pionierleistungen werden in der Forschung zwei Hauptforderungen Platons gewürdigt, mit denen er seiner Zeit voraus war und die viel später unter ganz anderen Verhältnissen und Voraussetzungen verwirklicht wurden: eine spezielle Ausbildung als Voraussetzung für die Aufnahme in ein Beamtentum, das Regierungsaufgaben übernimmt, und eine vom Staat geregelte Erziehung.

#### Philosophiegeschichtliche Verortung im 19. Jahrhundert
Georg Wilhelm Friedrich Hegel wies auf die Verwurzelung der Politeia in der geistigen Welt ihrer Entstehungszeit hin. Sie gelte „als das Sprichwort eines leeren Ideals“, sei aber Ausdruck der „Natur der griechischen Sittlichkeit“.
Eduard Zeller knüpfte in seiner Darstellung der antiken griechischen Philosophiegeschichte, einem damals maßgeblichen Standardwerk, an Hegels Ausführungen an. Er meinte, das Prinzip des platonischen Staates sei echt griechisch und es sei dem Philosophen mit der Verwirklichung vollkommen ernst gewesen. Der Idealstaat der Politeia zeige diejenigen Merkmale des griechischen Geistes, durch die sich dieser vom modernen unterscheide, in der höchsten Vollendung. Dadurch wirke das Konzept in der Moderne fremdartig. Platon habe aber Bestrebungen und Einrichtungen der Zukunft mit kühnem Griff vorweggenommen; er habe die von der Geschichte gestellten Aufgaben vorzeitig und mit untauglichen Mitteln zu lösen versucht.
In England trug der einflussreiche Philologe Benjamin Jowett maßgeblich dazu bei, die gebildete Öffentlichkeit mit dem Gedankengut der Politeia, die er ins Englische übersetzte, vertraut zu machen. Er sah in dem Dialog den Höhepunkt nicht nur von Platons Denken, sondern der gesamten antiken Philosophie.
Karl Marx urteilte 1867: „Platos Republik, soweit in ihr die Teilung der Arbeit als das gestaltende Prinzip des Staats entwickelt wird, ist nur atheniensische Idealisierung des ägyptischen Kastenwesens, (…).“

#### Kontroverse Einschätzungen des Staatsideals im 20. Jahrhundert
Im frühen 20. Jahrhundert äußerten sich Mitglieder des George-Kreises enthusiastisch über Platons politisches Gedankengut. Kurt Hildebrandt fasste diese Sichtweise zusammen, indem er die Bildung eines neuen Adels als Ziel Platons darstellte. Er sah in dem Staatsentwurf ein konkretes Angebot des Philosophen an seine Heimatstadt.
In der Zeit von den frühen 1930er bis zu den frühen 1960er Jahren kam es zu heftigen ideologischen Kontroversen um das Staatsideal Platons vor dem Hintergrund der damaligen Auseinandersetzungen zwischen Vertretern liberaler, sozialistischer, marxistischer und nationalsozialistischer Positionen sowie Befürwortern eines Aktualitätswerts klassischer antiker Philosophie. Dabei ging es insbesondere um die Frage, ob oder inwieweit der platonische Idealstaat als Vorläufer moderner totalitärer Systeme zu betrachten sei. In den 1930er Jahren setzte eine vehemente Kritik liberaler und sozialistischer Autoren an Platons Entwurf ein. Wortführer der Kritiker waren Richard Crossman, Bertrand Russell und Karl Popper. Die polemisch geführte Debatte fand sowohl in akademischen Kreisen als auch in einer breiteren Öffentlichkeit statt. Sie war stark von den weltanschaulichen und politischen Präferenzen der Protagonisten geprägt. Nach dem Abflauen des Streits setzte sich ab dem letzten Drittel des 20. Jahrhunderts in der Forschung das Bemühen um eine unbefangene Sichtweise durch.

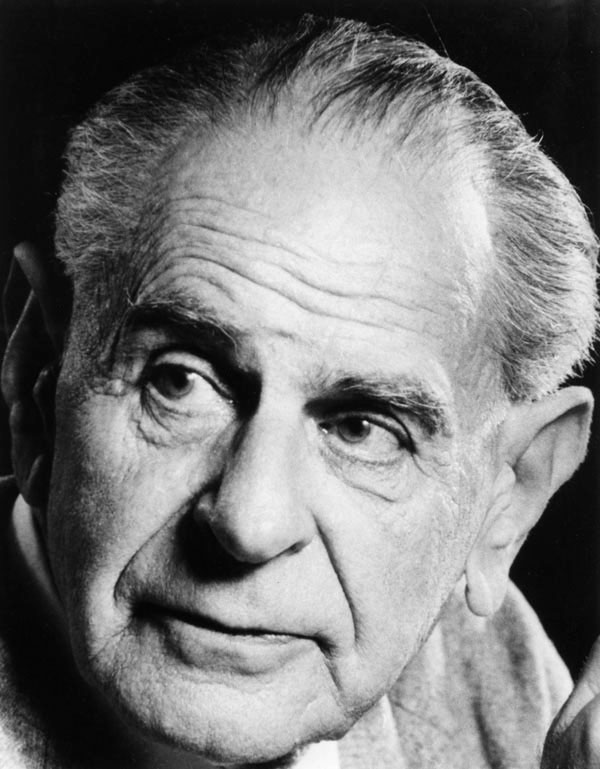
Karl Popper, der profilierteste moderne Kritiker von Platons politischer Philosophie

Karl Popper veröffentlichte 1945 seine Abhandlung Die offene Gesellschaft und ihre Feinde, deren erster Band die politische Philosophie Platons behandelt. Darin setzte er sich vor allem mit der Politeia auseinander, die „ein glänzendes Stück politischer Propaganda“ sei. Das Werk enthalte eine „bis zur Leidenschaft feindselige“ Parodie des politischen Lebens in Athen und der Demokratie; es gehöre zu den „giftgefüllten Schriften“ Platons und habe bis in die Moderne ungeheures Unheil angerichtet. Der Angriff auf die Demokratie sei durch eine Flut von Schmähungen und „das völlige Fehlen rationaler Argumente“ charakterisiert. Platon habe seinen Idealstaat als „Kastenstaat“ konzipiert; dabei habe er dem Klassenkampf vorbeugen wollen, indem er der herrschenden Klasse eine unanfechtbare Übermacht verliehen habe. Großes Gewicht legte Popper auf den Vergleich mit modernen totalitären Systemen, mit denen Platons politisches Programm im Grunde „identisch“ sei. Das in der Politeia propagierte Geschichtsbild sei reaktionär. Es handle sich um eine Form des Historizismus, einer von Popper so benannten Richtung der politischen Philosophie, die von der Gesetzmäßigkeit und Voraussagbarkeit der historischen Entwicklung ausgehe. Die historizistische Theorie Platons sei bemerkenswert wirklichkeitsnah, denn er habe im Klassenkampf die Triebkraft der Geschichte und zugleich die zum Verfall führende Kraft erkannt. Hinter seiner vergangenheitsorientierten Haltung stehe seine Sehnsucht nach der „verlorenen Einheit des Stammeslebens“. Dabei handle es sich um eine „romantische Liebe“ zum stabilen Kollektiv einer primitiven Urgesellschaft, von der er in der Politeia eine hervorragende soziologische Beschreibung gebe. Das historizistische Gedankengut habe er mit einem „biologischen Naturalismus“ verbunden, das heißt einer Theorie, der zufolge es ewige Naturgesetze gebe, aus denen die sittlichen Gesetze und die Staatsgesetze hergeleitet werden könnten. Seine Gerechtigkeitsvorstellung sei von einer höchst feindlichen Haltung zum Individualismus geprägt. Er habe sich selbst als denjenigen betrachtet, dem eigentlich die Macht zustehe; das Porträt des Philosophenherrschers in der Politeia sei sein Selbstporträt.
Poppers Stellungnahme hat in der Forschung und auch in einer breiteren Öffentlichkeit einen starken Widerhall hervorgerufen. Das Spektrum der Reaktionen reicht von klarer Zustimmung bis zu heftiger Ablehnung und umfasst auch zahlreiche Bemühungen um eine differenzierende Sicht. Gegen Poppers Interpretation der platonischen Staatstheorie wandten sich eine Reihe von Altertumswissenschaftlern und Philosophiehistorikern. Aus philologischer Sicht wurde die Korrektheit seiner Wiedergabe von Platons Ausführungen bestritten. Altertumswissenschaftler bemängelten den einseitig systematischen, weitgehend unhistorischen Ansatz. Manche Kritiker Poppers versuchten Platons Position mit der demokratischen zu versöhnen und arbeiteten die Unterschiede zwischen dem platonischen Idealstaat und dem modernen Totalitarismus heraus. Ein Hauptargument der Kritik lautet, Popper sei nicht unbefangen, sondern beurteile antike Philosophie unter dem unmittelbaren Eindruck politischer Ereignisse seiner Zeit, wodurch eine verzerrte Perspektive entstehe. Aufgrund seines politischen Engagements sei er gegenüber den Denkern, die er für Vorläufer des Totalitarismus halte, voreingenommen. Bestritten wird auch Poppers Behauptung, Platon habe sich als Feind jeder Veränderung erwiesen. Außerdem wird auf Platons Freiheitsverständnis verwiesen, das auf dem Primat des vernunftgelenkten Individuums basiere; die Grundlage des Idealstaats sei Harmonie und freiwillige Einordnung der Bürger im Rahmen eines umfassenden Konsenses.
Hans-Georg Gadamer legte schon in zwei 1934 und 1942 publizierten Aufsätzen und später in der Auseinandersetzung mit Poppers Platonbild seine Auffassung vom Zweck der Politeia dar. Er meinte, Platon habe in erzieherischer Absicht „einen Staat in Worten“ errichtet, um den Leser zum „neuen Finden des Rechten in der eigenen Seele“ anzuregen. Es sei ein Staat in Gedanken, an dem etwas sichtbar werden solle, kein Staat auf der Erde. Das Bildungsziel des Philosophen sei eine innere Harmonie als Einigung des Wilden und des Friedlichen im Menschen. Diese Harmonisierung sei „die Stimmung einer in der Natur des Menschen gelegenen Dissonanz“. Erforderlich sei für die Deutung der Politeia in erster Linie ein hermeneutischer Ansatz. Platon denke hier in Utopien, in „Formen von Vernunftspielen“. Dies habe Popper verkannt.
Auch Jacques Derrida war der Ansicht, Platon habe mit der Forderung, Philosophie und Staatsgewalt zu vereinigen, ein auf immer unerreichbares Ideal formuliert. Dennoch habe er die strenge Beschreibung der reinen Strukturen dieses idealen Staates für unerlässlich gehalten, da erst das Muster den Begriffen der politischen Philosophie ihren Sinn verleihe.
Der Marxist Ernst Bloch urteilte, die Politeia sei „so durchdacht wie reaktionär“, sie sei zwar „ein großartiges sozialutopisches Schiff“, aber zu Unrecht für eine kommunistische Schrift gehalten worden; ihr Kommunismus sei „keiner der Arbeit, sondern einer der Nicht-Arbeit“.
Ein weiterer Aspekt des platonischen Idealstaats, der zum Anlass für Kritik genommen wurde, war die Ausrichtung auf bloße Erhaltung eines optimierten Zustands statt auf dauernden Fortschritt. Der Geschichtsphilosoph Arnold J. Toynbee befand, der Staat der Politeia sei ein Beispiel einer steckengebliebenen Zivilisation („arrested society“), und verglich ihn mit dem Osmanischen Reich. Typisch für solche Gesellschaften sei der Verzicht auf weitere Entwicklung und die Konzentration auf den Versuch, einen Abstieg aufzuhalten. Allen derartigen Gesellschaften seien zwei Merkmale gemeinsam: Kastentum und Spezialisierung. Auch der Soziologe Ralf Dahrendorf kritisierte den statischen Charakter des Idealstaats. Platons Sokrates sei der erste Funktionalist gewesen. Die von ihm angestrebte Gerechtigkeit sei „offenkundig ein unseliger Zustand: eine Welt ohne Rebellen und Eremiten, ohne Wandel und ohne Freiheit“; wirkliche Gerechtigkeit liege eher „im ständig sich wandelnden Resultat der Dialektik von Herrschaft und Widerstand“.

#### DiePoliteiaals Grundlagentext der Naturrechtslehre
Ein Thema weiterhin andauernder Debatten ist die Bedeutung der Politeia und des an sie anknüpfenden „politischen Platonismus“ in der Geschichte der Naturrechtslehre. Die Philosophiehistorikerin Ada Neschke-Hentschke sieht Platon als Urheber einer systematischen Naturrechtskonzeption, die eine „natürliche Gerechtigkeit“ zur Norm des positiven Rechts mache. Vor seiner Zeit seien „Natur“ und „Recht“ als Gegensätze aufgefasst worden, erst er habe sie zu einer Einheit verbunden und daraus ein Gebot der Natur gemacht. Die Forderung, dem Naturrecht zu folgen, habe Platon in der Politeia erhoben, im Dialog Nomoi habe er daraus die legislativen Konsequenzen gezogen. Von politischem Platonismus könne man überall dort sprechen, wo der Staat mit Bezug auf diese platonische Tradition naturrechtlich legitimiert werde. Neschke-Hentschke nimmt eine Kontinuität des naturrechtlichen Denkens an, die Platons Konzept mit der Theorie des modernen Rechtsstaates verbinde.
Die wegweisende Rolle Platons in der Geschichte der Naturrechtslehre wird zwar in der Forschung anerkannt, die Wertungen fallen aber je nach der rechtsphilosophischen Position der Autoren sehr unterschiedlich aus. Der Rechtswissenschaftler Hans Kelsen, ein profilierter Naturrechtskritiker, übt aus rechtspositivistischer Sicht Kritik an Platons naturrechtlichem Gerechtigkeitsverständnis. In einer 1985 postum veröffentlichten Untersuchung bezeichnet er die Gerechtigkeitsdefinition, die sich aus der Diskussion in der Politeia ergibt, als inhaltslose Formel.

#### Aktualisierung
Der französische Philosoph Alain Badiou, der sich intensiv mit Platons Philosophie und der modernen Kritik an ihr auseinandergesetzt hat, hat 2012 eine verfremdete, modernisierte Version der Politeia publiziert. Badiou, der seine Arbeit als „Hyperübersetzung“ bezeichnet, verwandelt Adeimantos in eine weibliche Gestalt namens Amantha, die eine materialistische Position vertritt. Amantha kritisiert die Thesen des Sokrates lebhaft, wobei sie Präzision und Schlüssigkeit einfordert und kein Übergehen von Schwierigkeiten duldet. Sie tritt für konsequente „Universalisierung“ ein: Die philosophische Argumentation muss so vorgetragen werden, dass sie für jeden nachvollziehbar ist. Badiou modifiziert Platons elitäres Philosophieverständnis: Die Elite soll so erweitert werden, dass sie die gesamte Menschheit umfasst, analog der Forderung des Regisseurs Antoine Vitez, ein „elitäres Theater für alle“ zu schaffen.

## Ausgaben und Übersetzungen
Ausgaben (teilweise mit Übersetzung)
- Simon R. Slings (Hrsg.): Platonis Respublica. Oxford University Press, Oxford 2003, ISBN 0-19-924849-4 (maßgebliche kritische Ausgabe).
- Gunther Eigler (Hrsg.): Platon: Werke in acht Bänden. Band 4, 4. Auflage. Wissenschaftliche Buchgesellschaft, Darmstadt 2005, ISBN 3-534-19095-5 (Abdruck der kritischen Ausgabe von Émile Chambry; daneben die deutsche Übersetzung von Friedrich Schleiermacher, 2., verbesserte Auflage, Berlin 1828)
- Thomas Alexander Szlezák (Hrsg.): Platon: Der Staat. Politeia. Artemis & Winkler, Düsseldorf/Zürich 2000, ISBN 3-7608-1717-3 (enthält die Edition von Émile Chambry ohne den kritischen Apparat, die Übersetzung von Rudolf Rufener (1950) in einer von Szlezák geringfügig bearbeiteten Fassung sowie eine Einführung und Erläuterungen von Szlezák).
- David Sansone (Hrsg.): Plato, Republic, Book I. (Cambridge Greek and Latin classics). Cambridge University Press, Cambridge 2023. – Rezension von Christopher Moore, Bryn Mawr Classical Review 2024.04.22

Übersetzungen
- Otto Apelt, Karl Bormann: Platon: Der Staat. Über das Gerechte (= Philosophische Bibliothek, Bd. 80). 11., durchgesehene Auflage, Meiner, Hamburg 1989, ISBN 3-7873-0930-6
- August Horneffer: Platon: Der Staat. Kröner, Stuttgart 1955.
- Gernot Krapinger: Platon: Der Staat. Reclam, Stuttgart 2017, ISBN 978-3-15-011142-0. – Zweisprachige Ausgabe: Platon, Politeia – Der Staat. Griechisch / Deutsch. Hrsg. und übers. von Gernot Krapinger. Reclam, Ditzingen 2023.
- Wilhelm Sigismund Teuffel, Wilhelm Wiegand: Der Staat. In: Erich Loewenthal (Hrsg.): Platon: Sämtliche Werke in drei Bänden. Bd. 2, unveränderter Nachdruck der 8., durchgesehenen Auflage. Wissenschaftliche Buchgesellschaft, Darmstadt 2004, ISBN 3-534-17918-8, S. 5–407
- Karl Vretska: Platon: Der Staat. Reclam, Stuttgart 2004, ISBN 3-15-008205-6 (Neudruck der durchgesehenen Ausgabe von 1982).